# Susa (Italia)
Susa (Susa in piemontese; Souiza, Suèiza, Suza o Susa in francoprovenzale, Suse in francese, Segusium in latino) è un comune italiano di 5 803 abitanti della città metropolitana di Torino in Piemonte.
Da millenni crocevia dei diversi itinerari transalpini fra Italia e Francia, è contraddistinta da considerevoli monumenti romani e medioevali.
Si trova al centro dell'omonima valle. Nell'antichità fu capitale del Regno dei Cozii, punto di partenza della Via Domizia e della Via Cozia e posto tappa dell'Itinerarium burdigalense e della Via Francigena.

## Geografia fisica

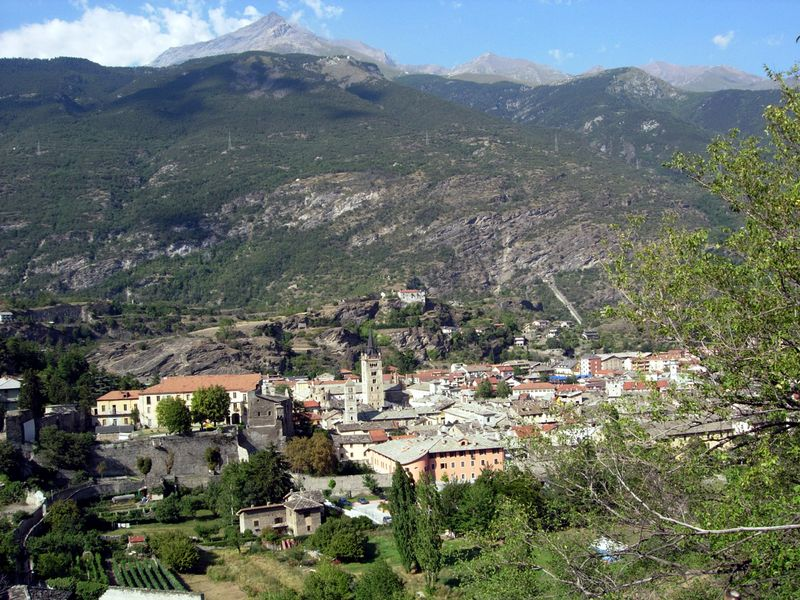
Susa e il monte Rocciamelone

Distante circa 53 chilometri ad ovest dal capoluogo Torino, Susa è situata nel tratto terminale della pianeggiante Bassa Valle di Susa, alla confluenza del torrente Cenischia con la Dora Riparia, dove la val di Susa si biforca: verso nord la profonda insenatura della val Cenischia, verso ovest il salto di quota dell'Alta Val di Susa. Luogo strategico dal punto di vista viario in questo settore alpino, essendo all'incrocio tra gli itinerari, sfruttati anche dalla Via Francigena, per i passi del Moncenisio (tramite la Val Cenischia) e del Colle Clapier (tramite la Val Clarea) entrambi in direzione della Francia del Nord, del Monginevro tramite l'Alta Valle Susa, in direzione di Francia del Sud e Spagna, e il Colle delle Finestre verso la confinante Val Chisone.
Dominano il centro storico a ovest la collina del Castello della Contessa Adelaide, a nord lo sperone roccioso su cui sorgeva il Forte della Brunetta; a nord svetta panoramicamente sulla città il Monte Rocciamelone, 3538 metri, che appartiene al territorio del vicino comune di Mompantero. Terminano alle spalle della città le "Gorge", profondo canyon in cui scorre la Dora Riparia nel tratto tra Exilles e Susa.

## Origini del nome
Chiamata Segusium in epoca romana, diventò poi Segusia, Secusia e infine Susa. Il toponimo è formato dal radicale gallico sego che significa forte.

## Storia

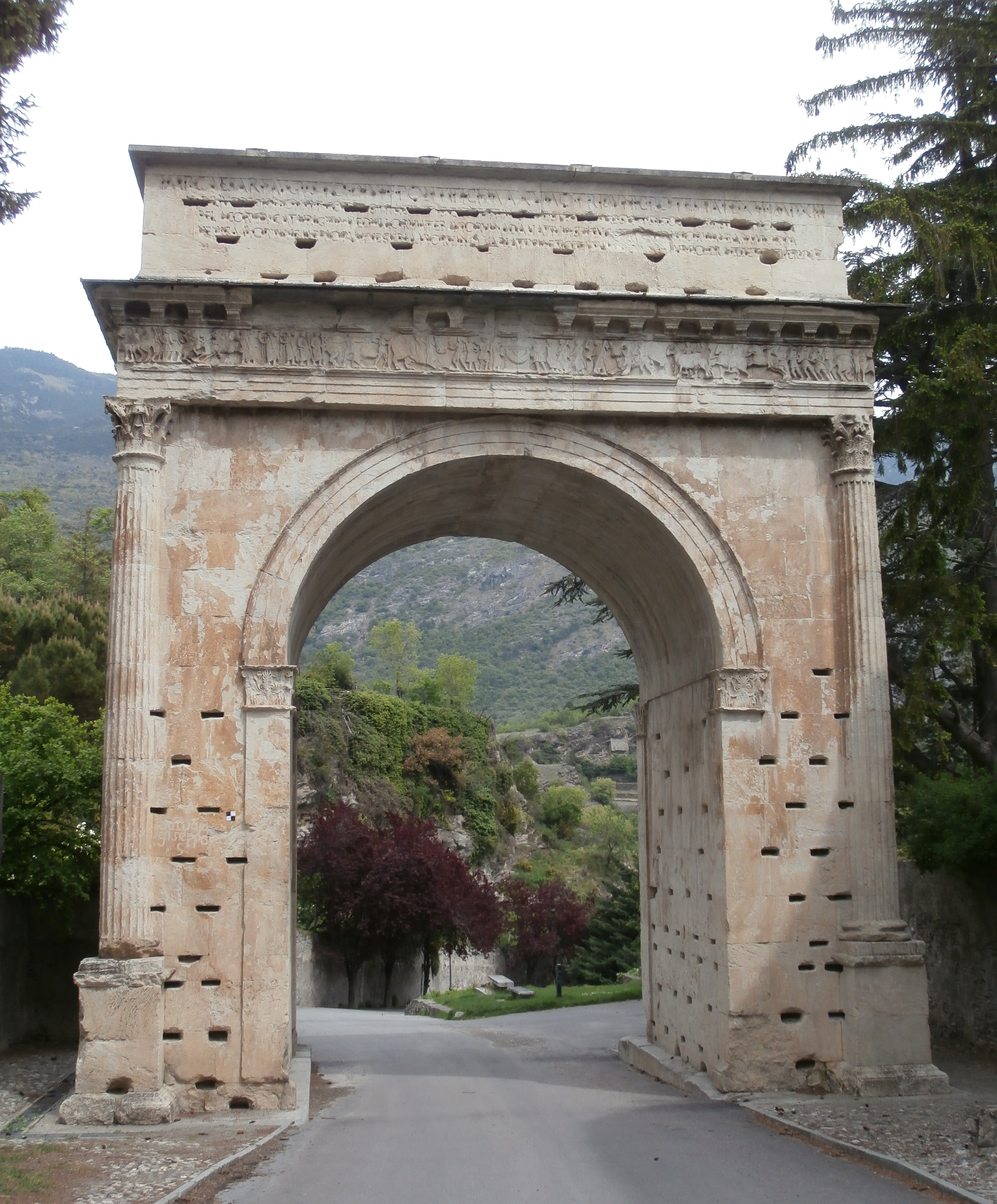
L'Arco di Augusto costruito dai Cozi

Difficile stabilire l'epoca in cui la città fu abitata per la prima volta e le popolazioni che l'abitarono. Certamente tra esse ci furono i Liguri e in seguito arrivarono i Celti (500 circa a. C.) che si fusero con le prime popolazioni. Poi giunsero i Romani guidati da Giulio Cesare che combatterono con le popolazioni locali e stabilirono con Donno, il loro re, un patto di alleanza, in modo da garantire un transito sicuro verso la Gallia a truppe e merci dai valichi del vicinissimo Colle Clapier e del più lontano Colle del Monginevro. I buoni rapporti continuarono per un lungo periodo, sanciti dalla costruzione dell'arco di Augusto. La città allora si chiamava Segusium e fu la capitale del Regno dei Cozii, nella provincia detta delle Alpi Cozie.
Nel III secolo la città si dotò di una cinta muraria. Ciò nonostante fu assediata e incendiata dalle truppe di Costantino nel 312. Con la caduta dell'Impero romano d'Occidente (476) iniziò per Susa un periodo di decadenza. Dopo la morte di Odoacre, Susa divenne parte del Regno ostrogoto di Teoderico. Con la fine guerra gotica, Susa divenne parte della Prefettura del pretorio d'Italia sino alla conquista da parte delle truppe di Alboino, che l'annessero al Regno longobardo.
Piazza Savoia, la piazza principale, fu costruita sopra l'antica città, tanto che vi si ritrovano reperti archeologici dell'epoca romana e la Porta Savoia del IV secolo. Approfittando del periodo d'anarchia seguito alla morte di Clefi, il merovingio Gontrano, re dei Franchi d'Orléans, sconfisse i longobardi, annettendosi Aosta e Susa nel 575. Essendo importanti punti di accesso per l'Italia, Aosta e Susa costituirono sempre una spina nel fianco per i Longobardi. A seguito della conquista del regno longobardo da parte di Carlo Magno nel 774, Aosta e Susa seguirono le sorti del regno d'Italia.
Del Medioevo rimangono diversi complessi monumentali, come il castello della Contessa Adelaide, la pieve battesimale di Santa Maria Maggiore con gli edifici annessi, l'abbazia di San Giusto, il convento di S. Francesco e i suoi chiostri, le case medioevali porticate, la casa De Bartolomei, due torri nel centro della cittadina. Fu Napoleone a conferirle il titolo di città. Nel 1854 Susa venne raggiunta dalla ferrovia, con la linea Torino-Susa, inaugurata il 22 maggio e di cui rimane quasi intatta la stazione di testa. Fra il 1868 e il 1871 Susa fu interscambio con la Ferrovia del Moncenisio a Sistema Fell, che valicava il Colle a 2000 metri circa e faceva parte della cosiddetta Valigia delle Indie; il tutto mentre erano in costruzione la nuova linea Bussoleno-Modane e il Traforo del Frejus, che favorirono la costruzione del Deposito Ferroviario a Bussoleno anziché a Susa.
La città, dalla presenza valdese, ha una Chiesa Cristiana Evangelica Valdese.
Nel centro storico della città risiede una comunità immigrata da Paola, in Calabria, con cui è gemellata.

### Simboli
Lo stemma è così descritto nello statuto comunale:
(Art. 5 dello statuto comunale)
Lo stemma è molto antico e presumibilmente risale al periodo di Adelaide e Oddone di Savoia. Nei secoli fu oggetto di piccole modifiche ma rimase costante il simbolo delle due torri che ricordano Porta Savoia, accompagnate dall'emblema sabaudo e sormontate dalla corona marchionale. Il motto latino fa probabilmente riferimento all'incendio causato dal Barbarossa o ad altre devastazioni patite dalla città di Susa.
Il gonfalone è un drappo di rosso scuro con al centro lo stemma comunale.

## Monumenti e luoghi d'interesse

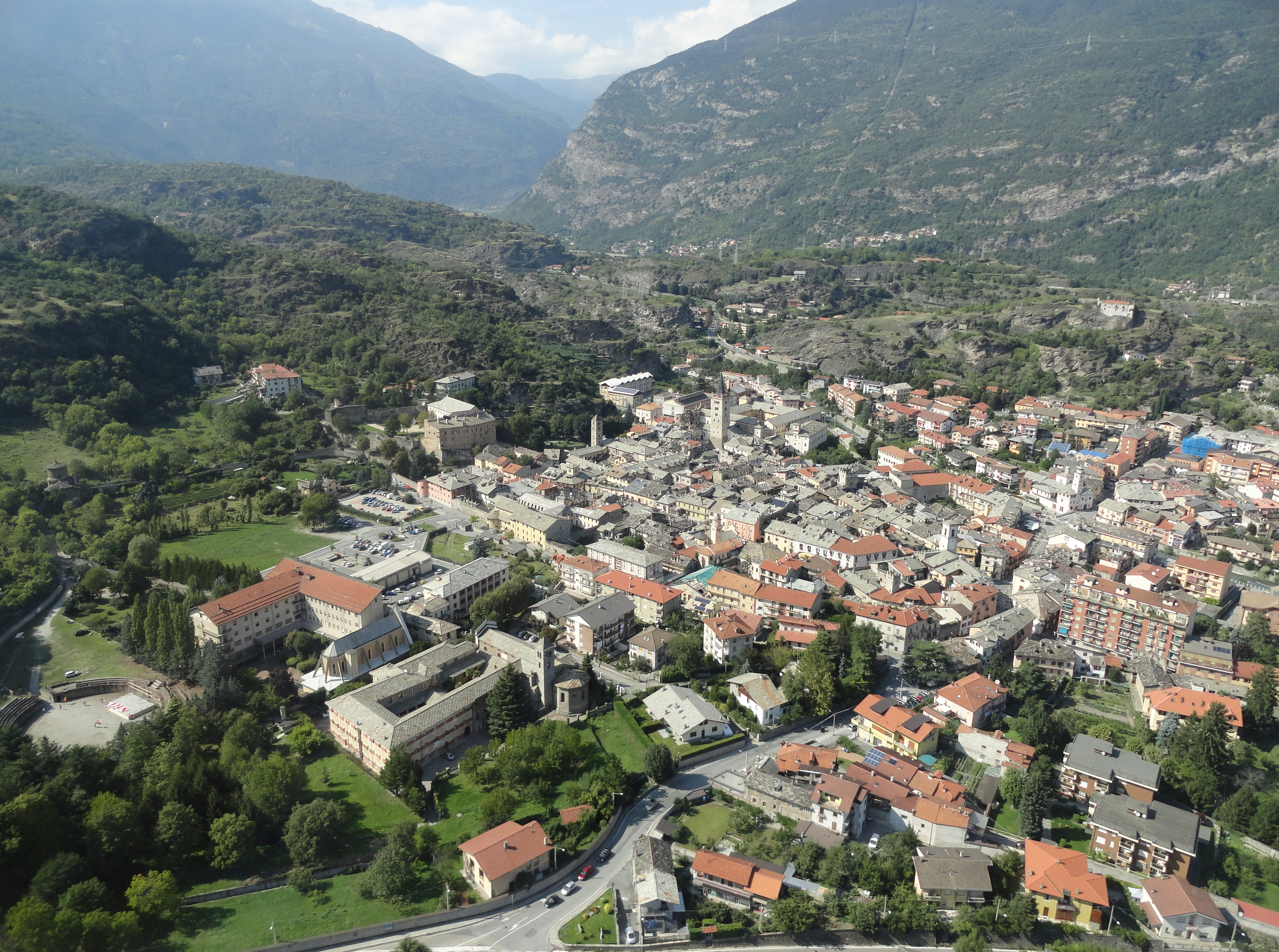
La città di Susa vista dall’alto. Sono riconoscibili l'arena romana (in basso a sinistra) con accanto il complesso del convento di San Francesco, il castello della Contessa Adelaide con le mura romane, la pieve battesimale di Santa Maria Maggiore (al centro dell’immagine) e la cattedrale di San Giusto (fra le due chiese si scorge anche Porta Savoia). Sulla collina di destra si nota il Forte Santa Maria, detta “Colombaia”, che era parte del complesso del forte della Brunetta

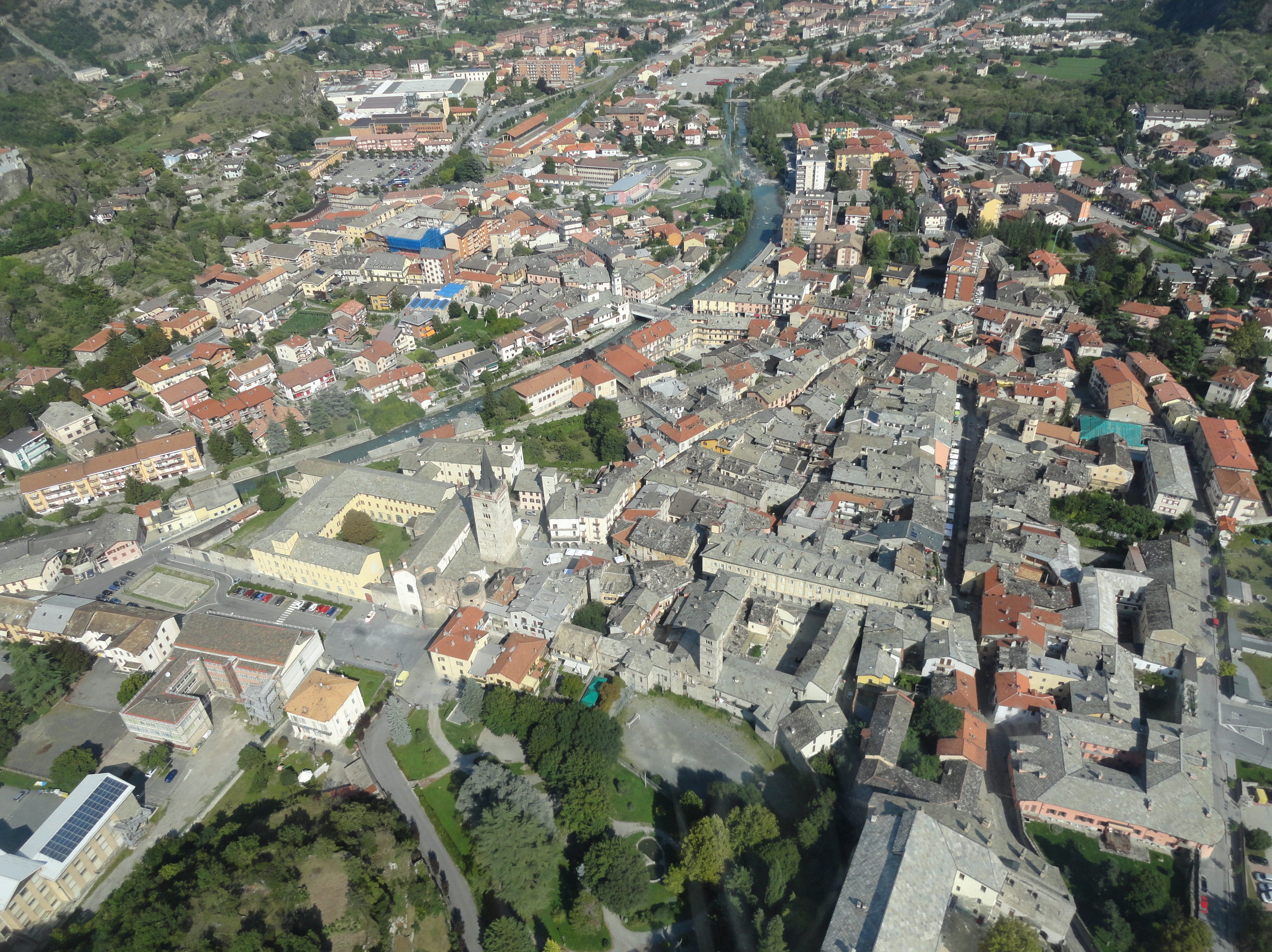
Altra veduta aerea di Susa. Sono ben visibili la cattedrale di San Giusto e il suo campanile affiancata dal vecchio seminario a sinistra e da Porta Savoia sulla destra, i quali si affacciano su piazza Savoia, (dove sono anche collocati gli scavi archeologici), e la pieve battesimale di Santa Maria Maggiore che si affaccia sul cortile dell’oratorio della parrocchia. Accanto al ponte sulla Dora Riparia si nota la chiesa della Madonna del Ponte, sede del Museo diocesano d'arte sacra. Si scorge in lontananza (sulla sinistra) anche il campanile color giallo della chiesa di Sant'Evasio e dietro di questa l’edificio che ospitava la sede segusina del Cotonificio Vallesusa. In basso a destra si può notare il tetto del castello della Contessa Adelaide

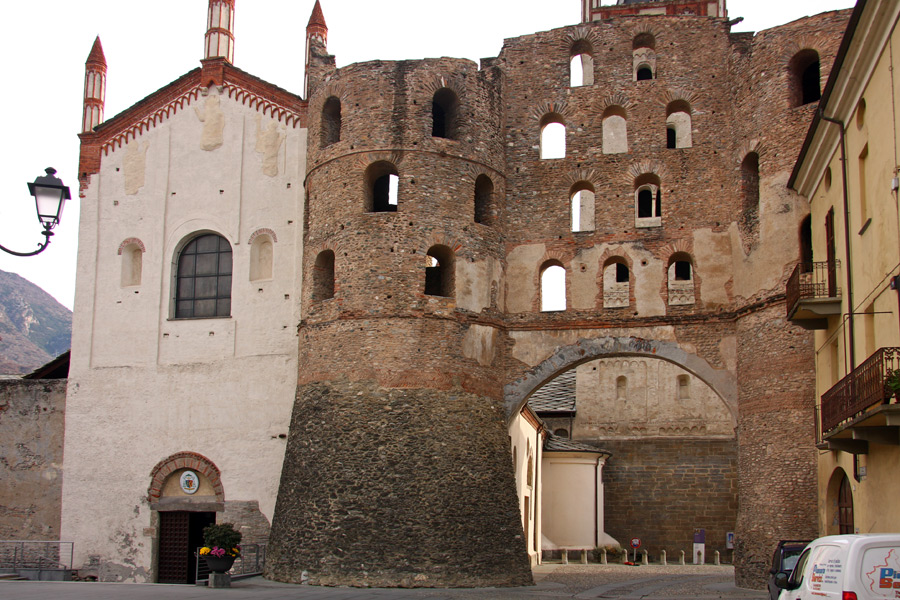
La cattedrale a fianco della romana Porta Savoia, simbolo della città

Susa presenta un numero notevole di edifici e luoghi di interesse storico, molti dei quali sono monumento nazionale, soprattutto se considerati in rapporto alle dimensioni relativamente contenute dell'abitato. La città vanta inoltre due musei di riferimento per il territorio di valle, il Museo civico e il Museo diocesano di arte sacra.
La cittadina alpina presenta una notevole stratificazione di epoche, con manufatti di epoca romana ancora ottimamente conservati (Porta Savoia, Arco di Augusto, Arena romana, Mura romane), case urbane medioevali, tre complessi religiosi dalla differente identità (la cattedrale di San Giusto — anticamente abbazia benedettina, il complesso di Santa Maria Maggiore — canonicato agostiniano capofila della Bassa Valle, San Francesco, primo convento francescano in Piemonte), il castello e i resti di un poderoso forte, la "Brunetta". La città è stata oggetto di molteplici studi da parte delle Soprintendenze, ricomprendenti anche gli antichi passaggi sotterranei presenti in abitazioni private, spesso citati pure nella tradizione orale dagli abitanti di Susa.

### Resti archeologici
- Anfiteatro romano (Arena romana), riscoperta negli anni '60.
- Arco di Augusto, monumento marmoreo situato sull'antica acropoli cittadina
- Acquedotto romano
- Tempio del Foro, scavo archeologico di Piazza Savoia

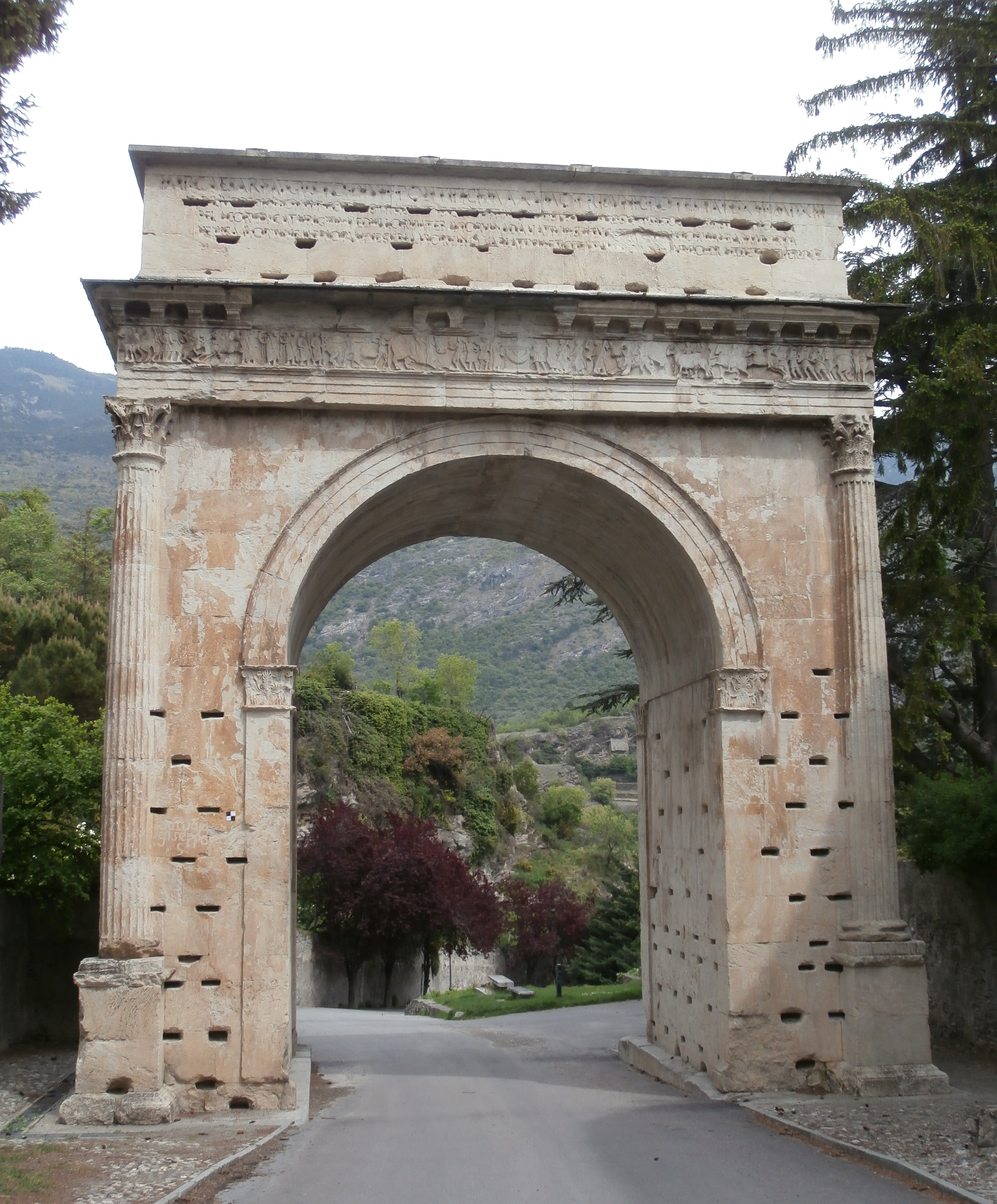
L'Arco di Augusto, da 8 aC
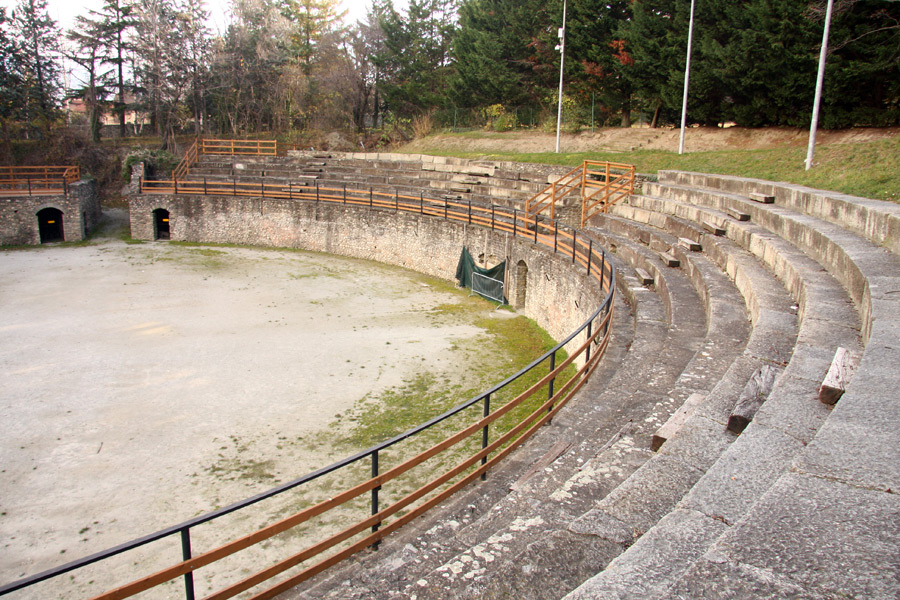
Anfiteatro romano
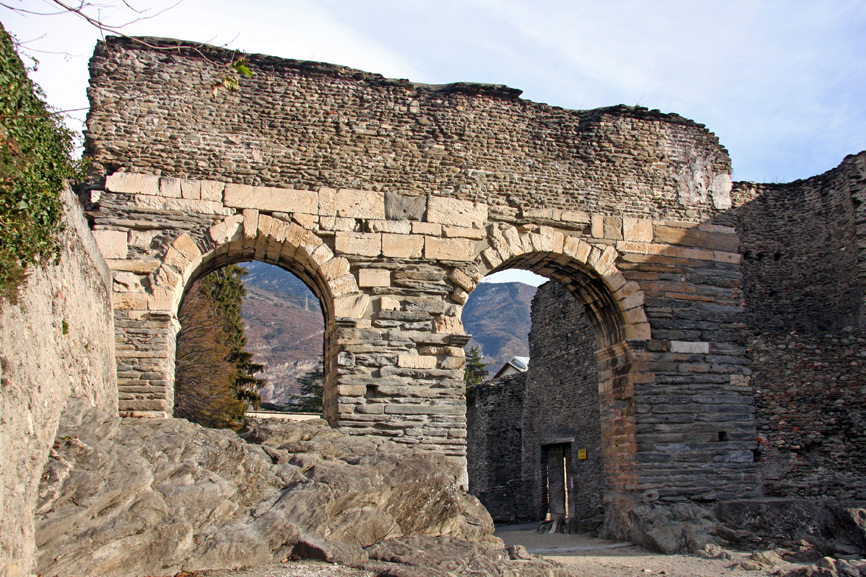
Acquedotto romano
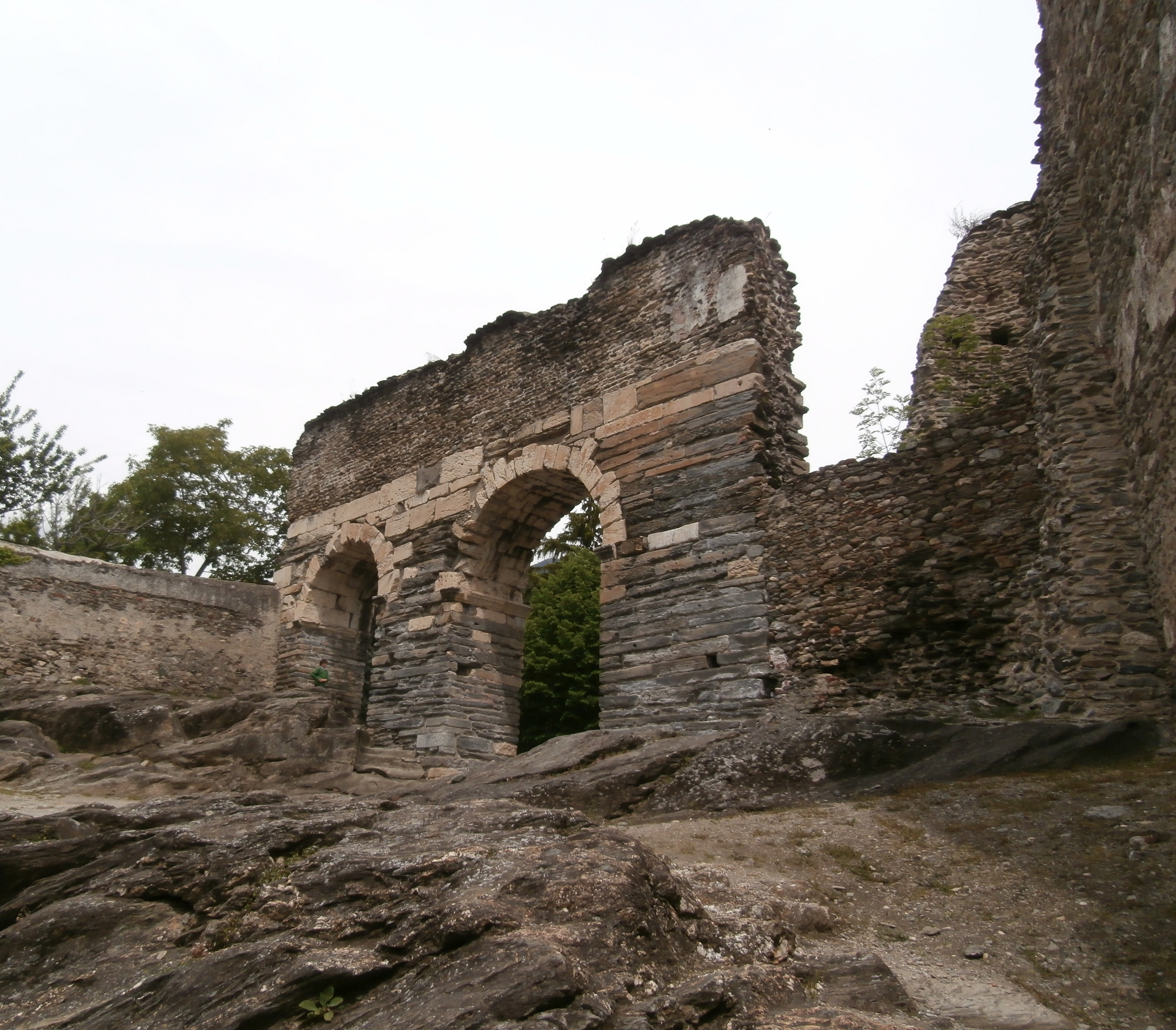
Rimanente parte di acquedotto romano, dal 375 dC
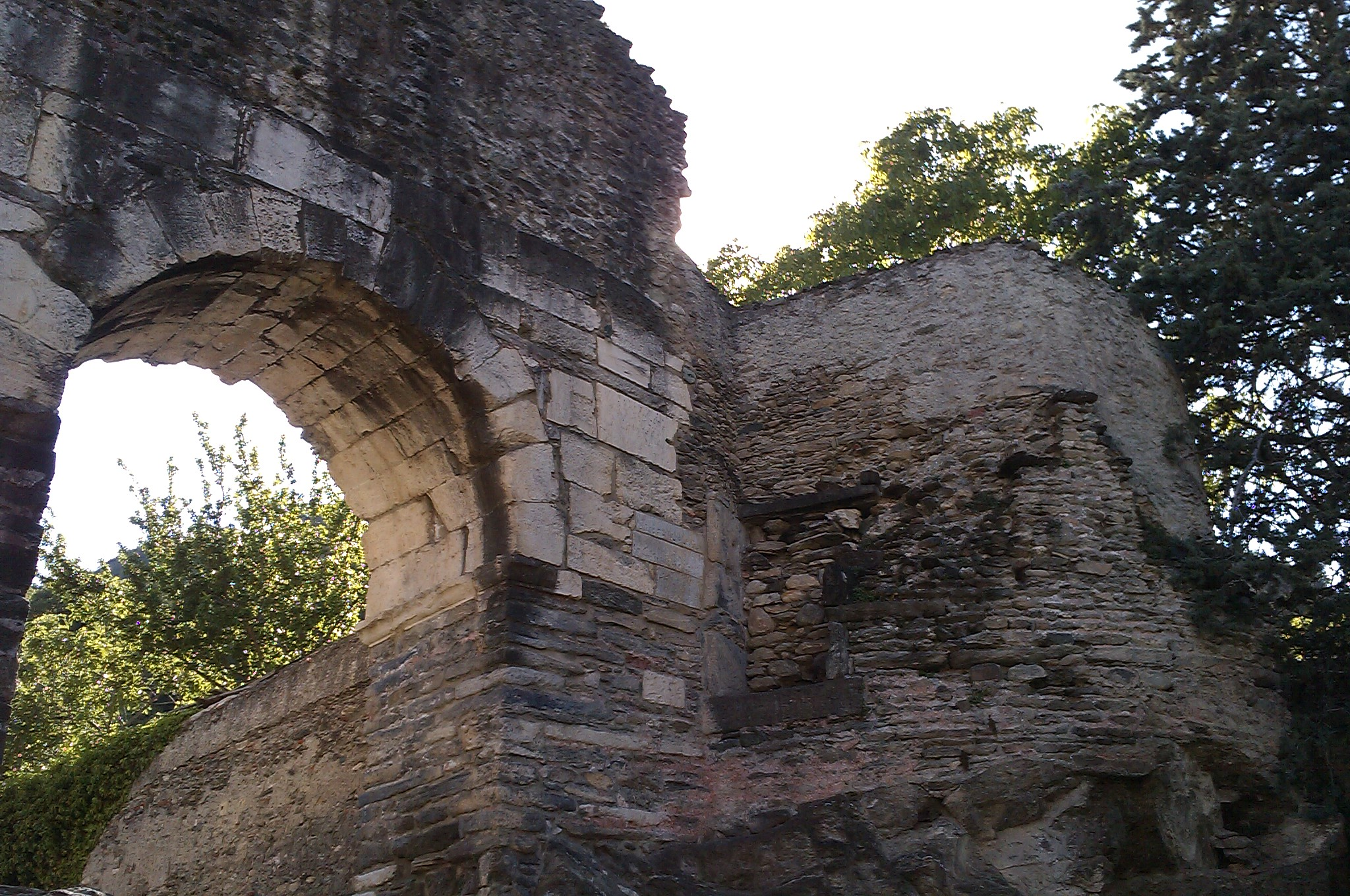
Susa, acquedotto romano detto "Terme graziane", particolare
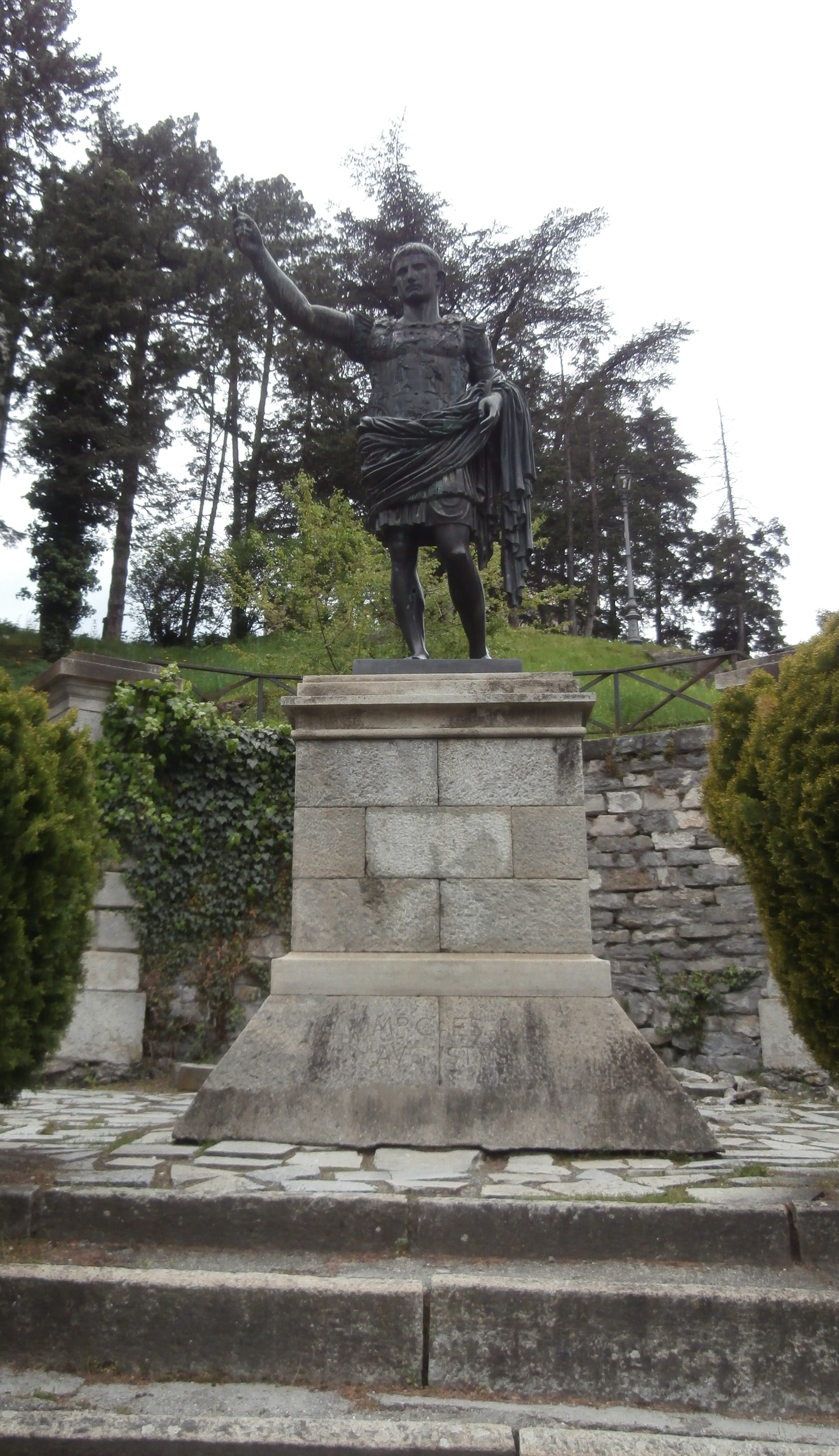
La statua di Augusto (replica)

### Architetture militari
- Porte romane di Susa
- Porta Savoia (epoca romana), tra le meglio conservate di questo tipo in Piemonte
- Mura romane di Susa, ben conservate e dalla caratteristica pianta triangolare
- Castello della Contessa Adelaide, sorto sui resti del Praetorium
- Forte della Brunetta, fortezza scavata nella roccia nel XVIII secolo, inviolata dagli eserciti
- Caserma Clemente Henry, attualmente sede della Guardia di Finanza

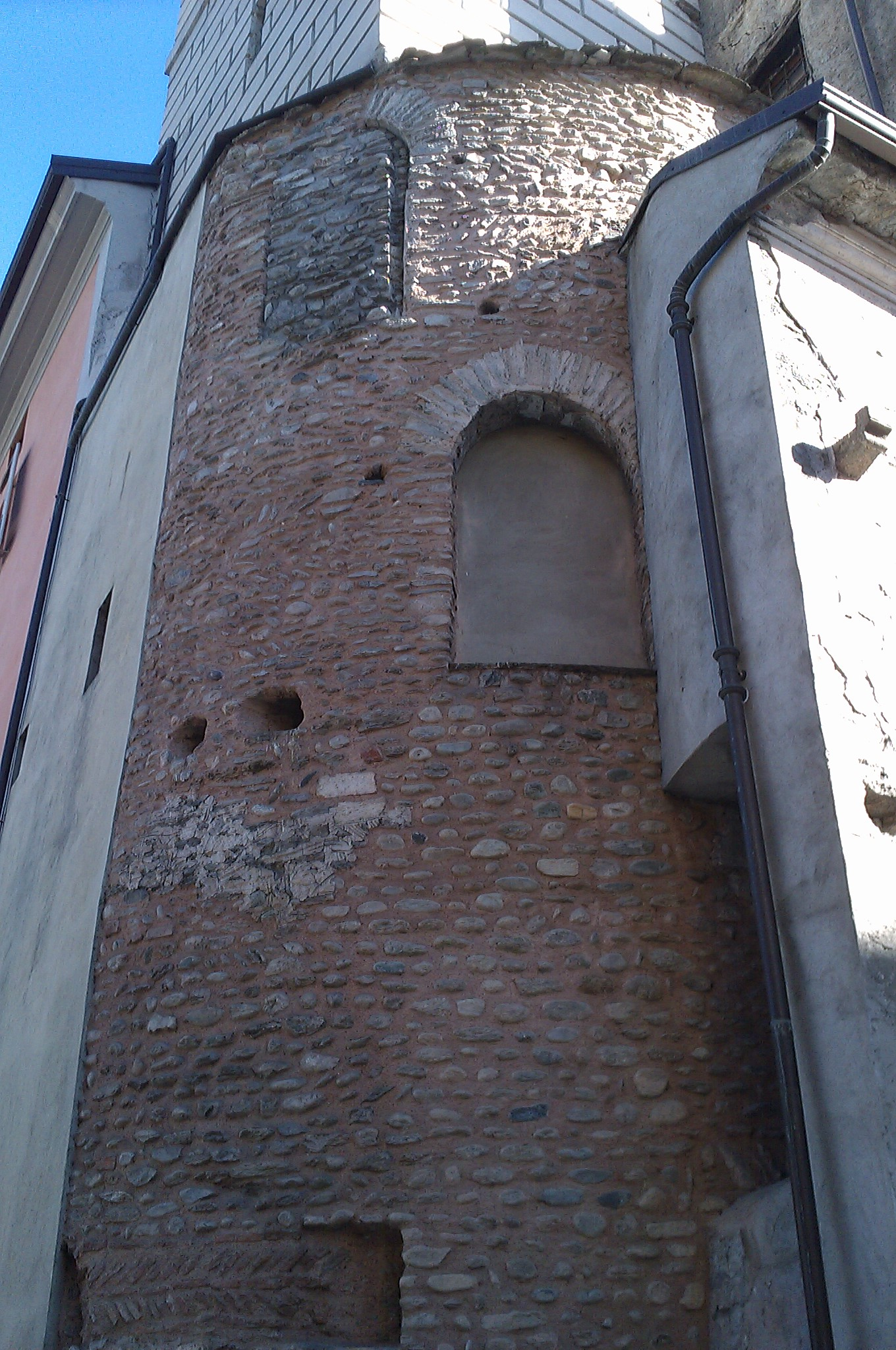
Susa, resti della porta romana orientale
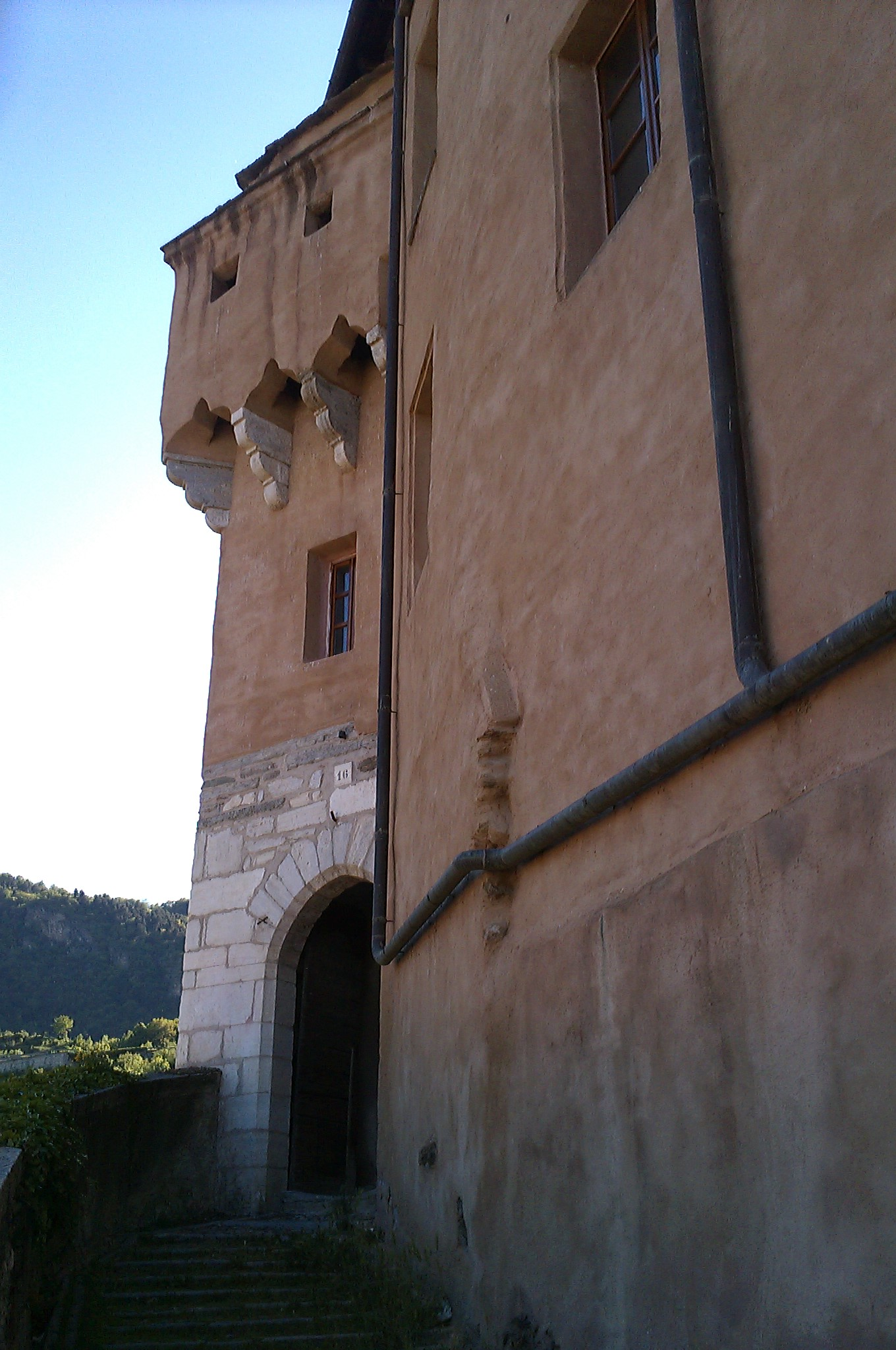
Castello, postierla di ingresso alla corte
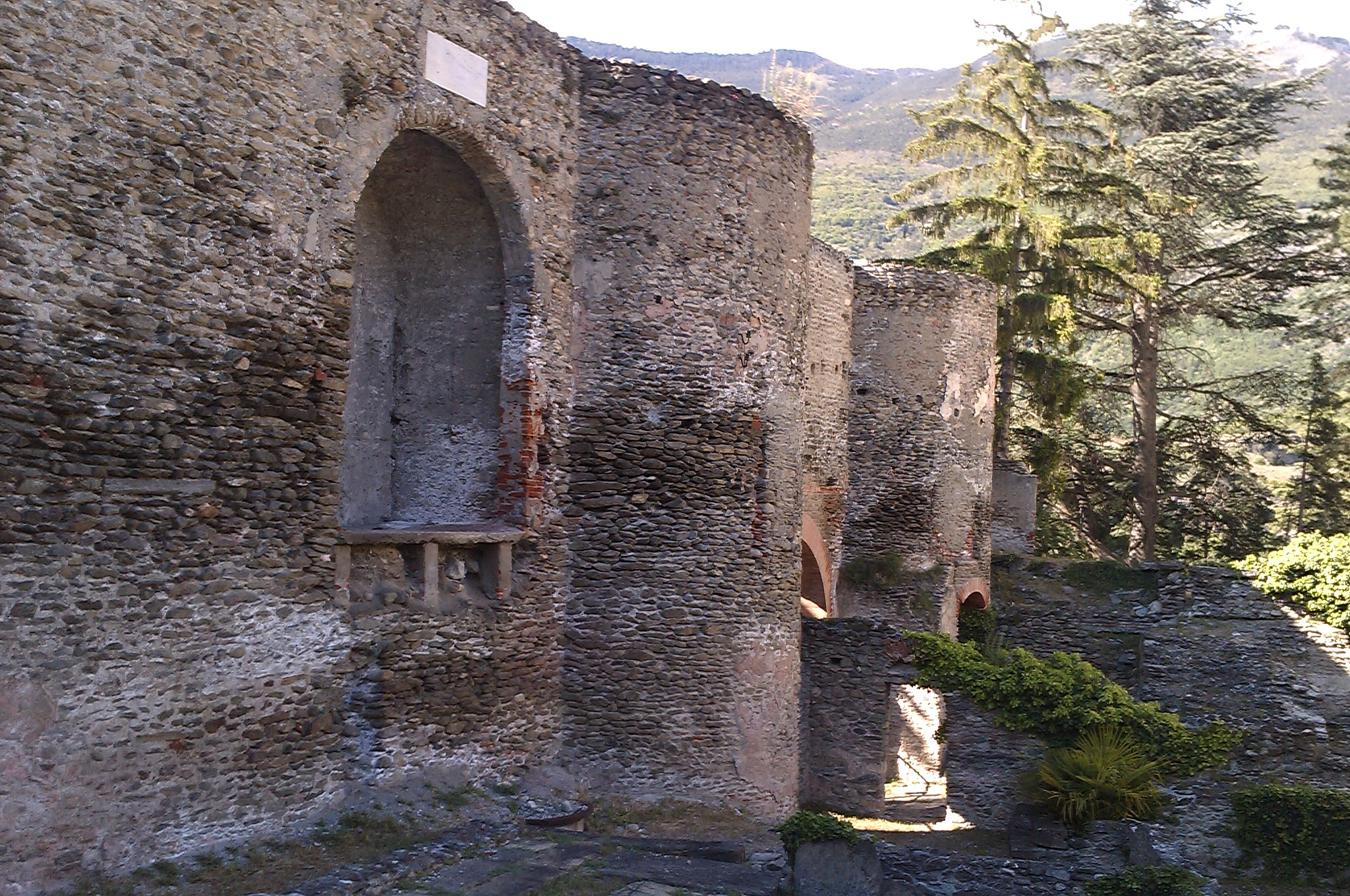
Mura romane della cinta viste dalla corte del castello

### Architetture religiose
- Complesso della Cattedrale di San Giusto, fondata come Abbazia benedettina all'inizio dell'XI secolo dalla dinastia arduinica
- Complesso della Pieve battesimale di Santa Maria Maggiore, canonicato agostiniano, la più antica e importante chiesa battesimale di Susa e della Valle (precedente alla cattedrale di San Giusto) da cui dipendevano numerose chiese di altri paesi
- Complesso del convento di San Francesco, fondazione francescana nel primo quarto del XIII secolo
- Chiesa di San Saturnino, fondata su un antico tempio romano
- Chiesa di Sant'Evasio, seconda parrocchia della città
- Chiesa della Madonna del ponte, sede del Museo diocesano d'arte sacra, conserva le collezioni diocesano e il Tesoro della cattedrale
- Chiesa di Santa Maria delle Grazie, opera di Carlo Andrea Rana.

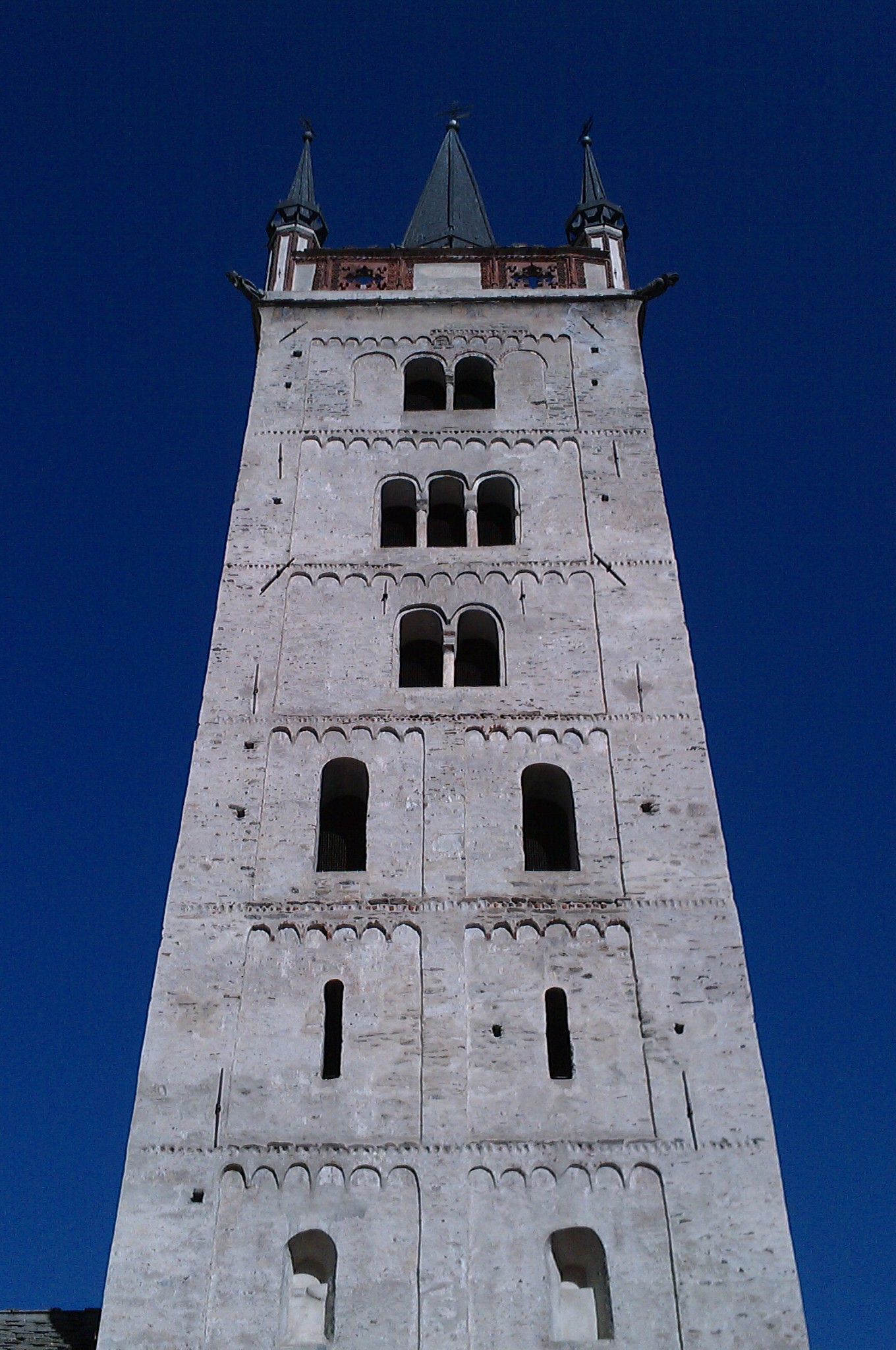
Susa, campanile di San Giusto visto da ovest
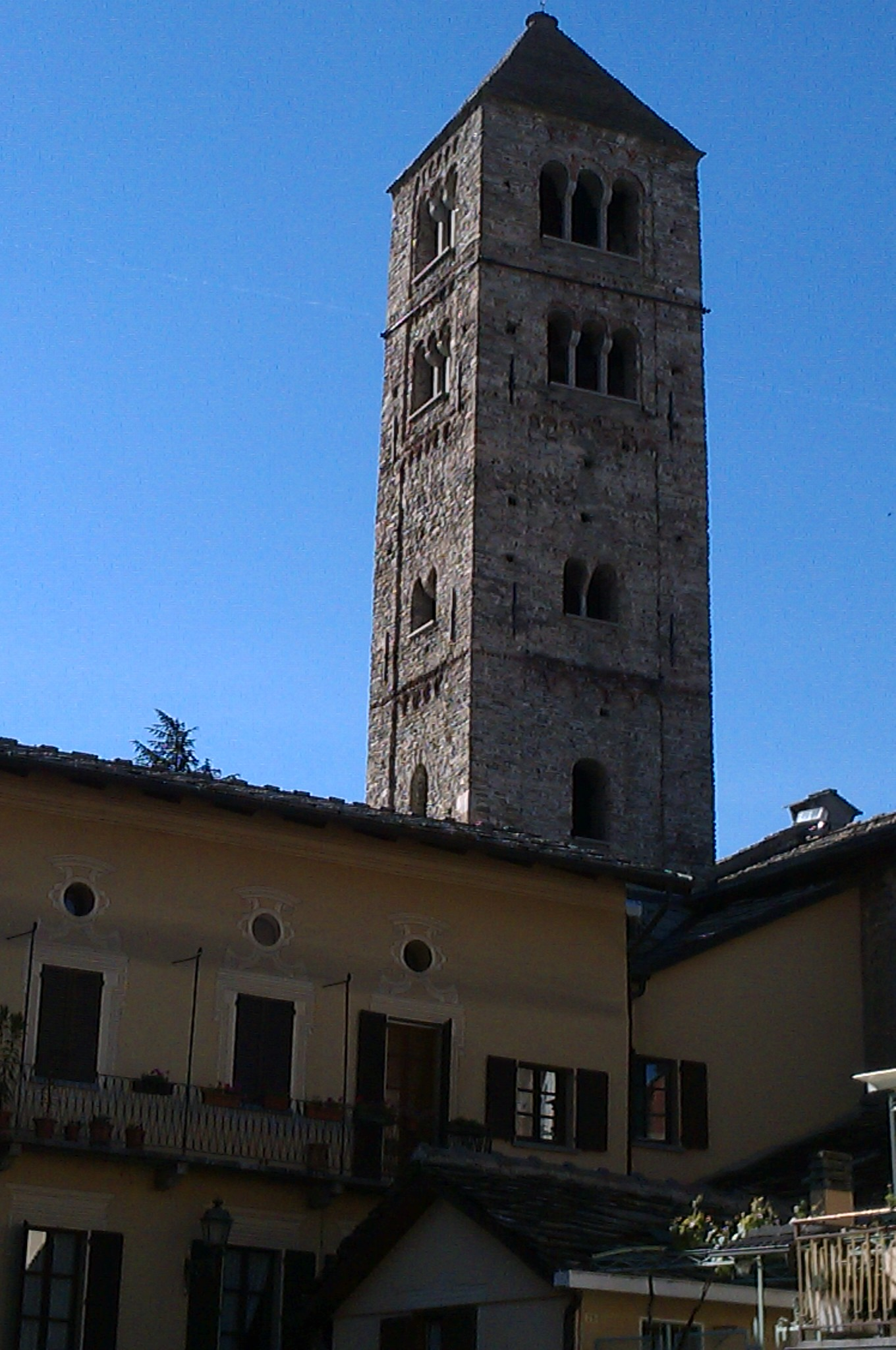
Susa, Campanile di Santa Maria Maggiore
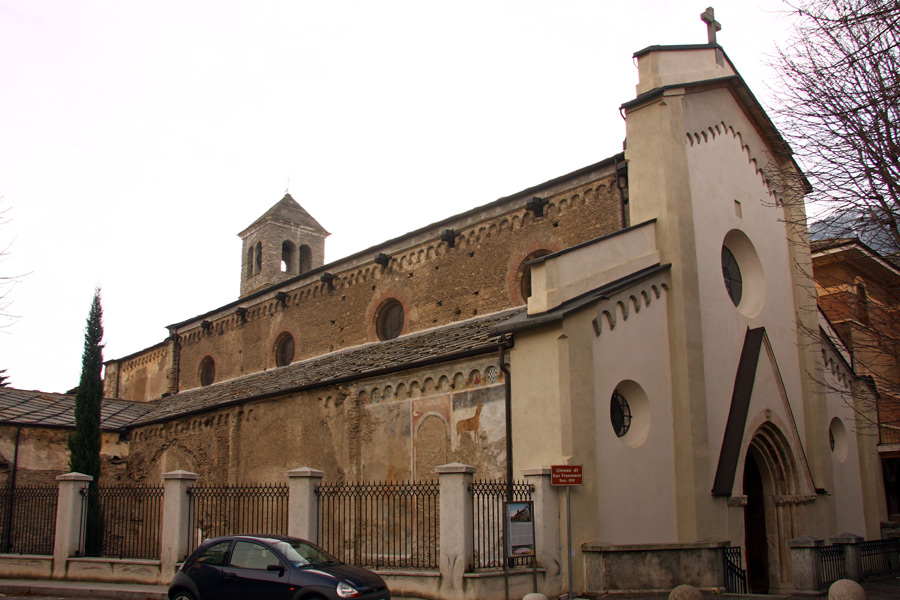
Chiesa di San Francesco

### Architetture civili
- Casa de Bartolomei
- Arche di Piazza San Giusto
- Portici medioevali
- Affreschi sul Palazzo del Tribunale

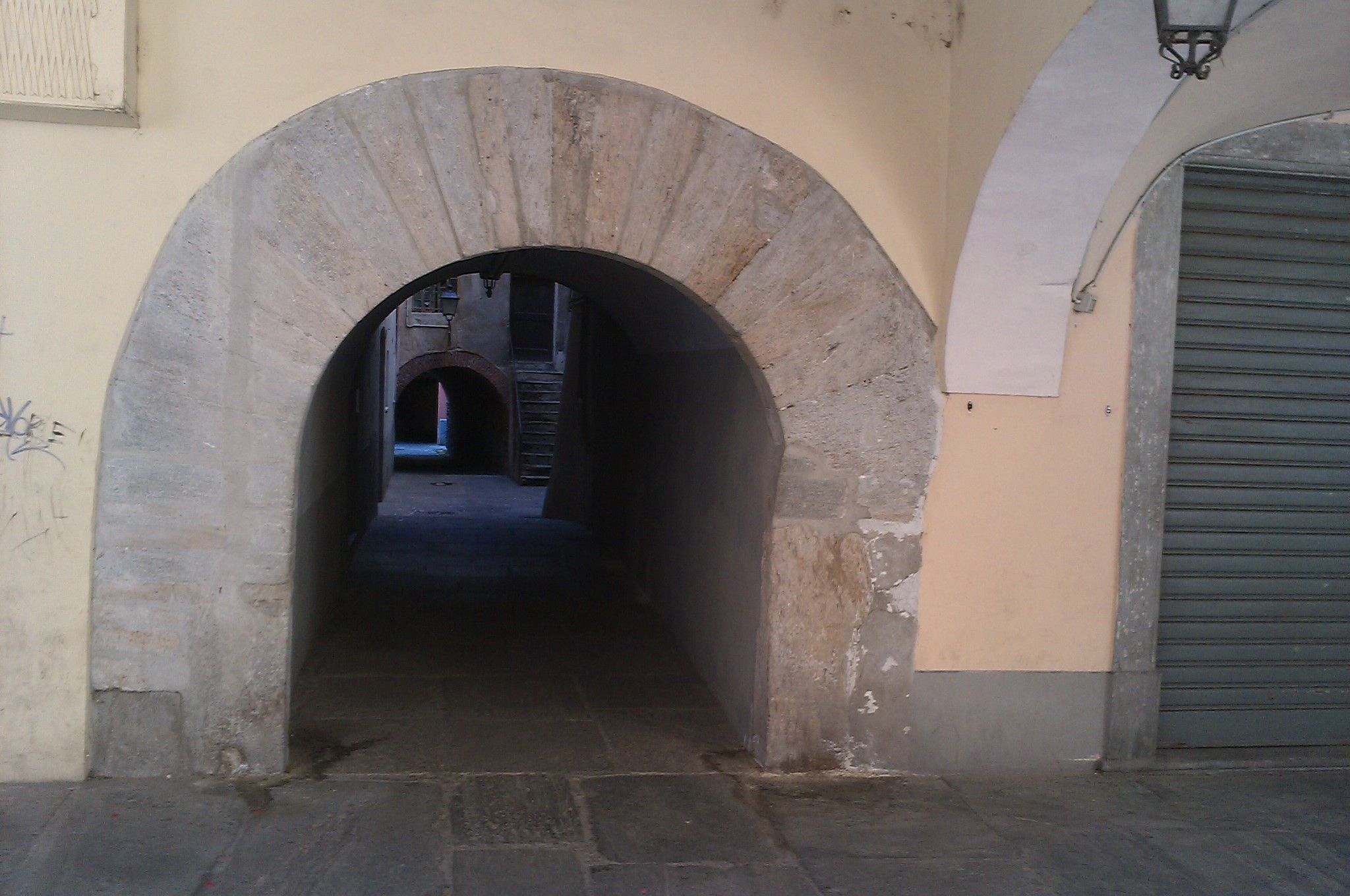
Susa, antico porticato con passaggio pedonale
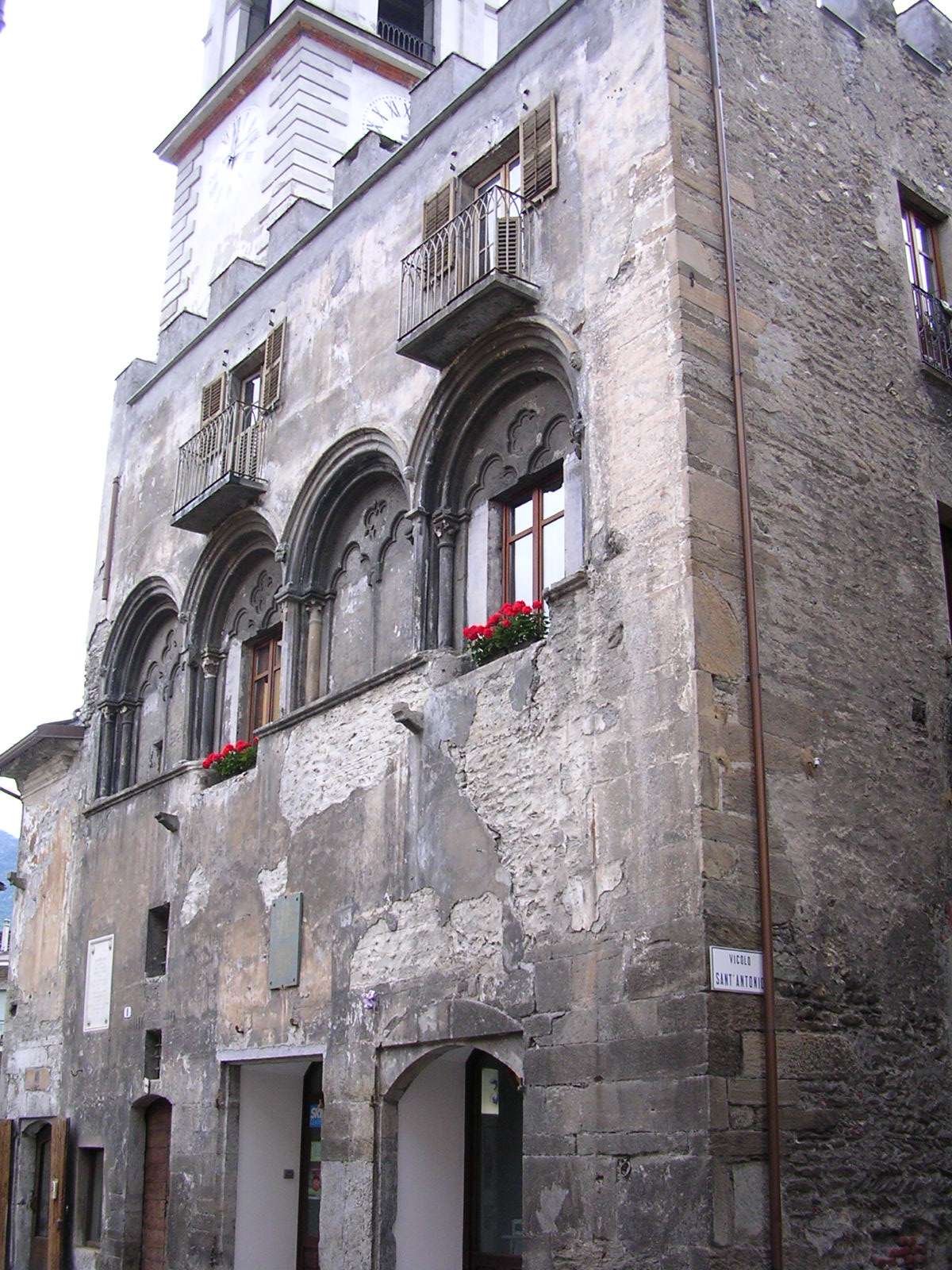
Casa de Bartolomei
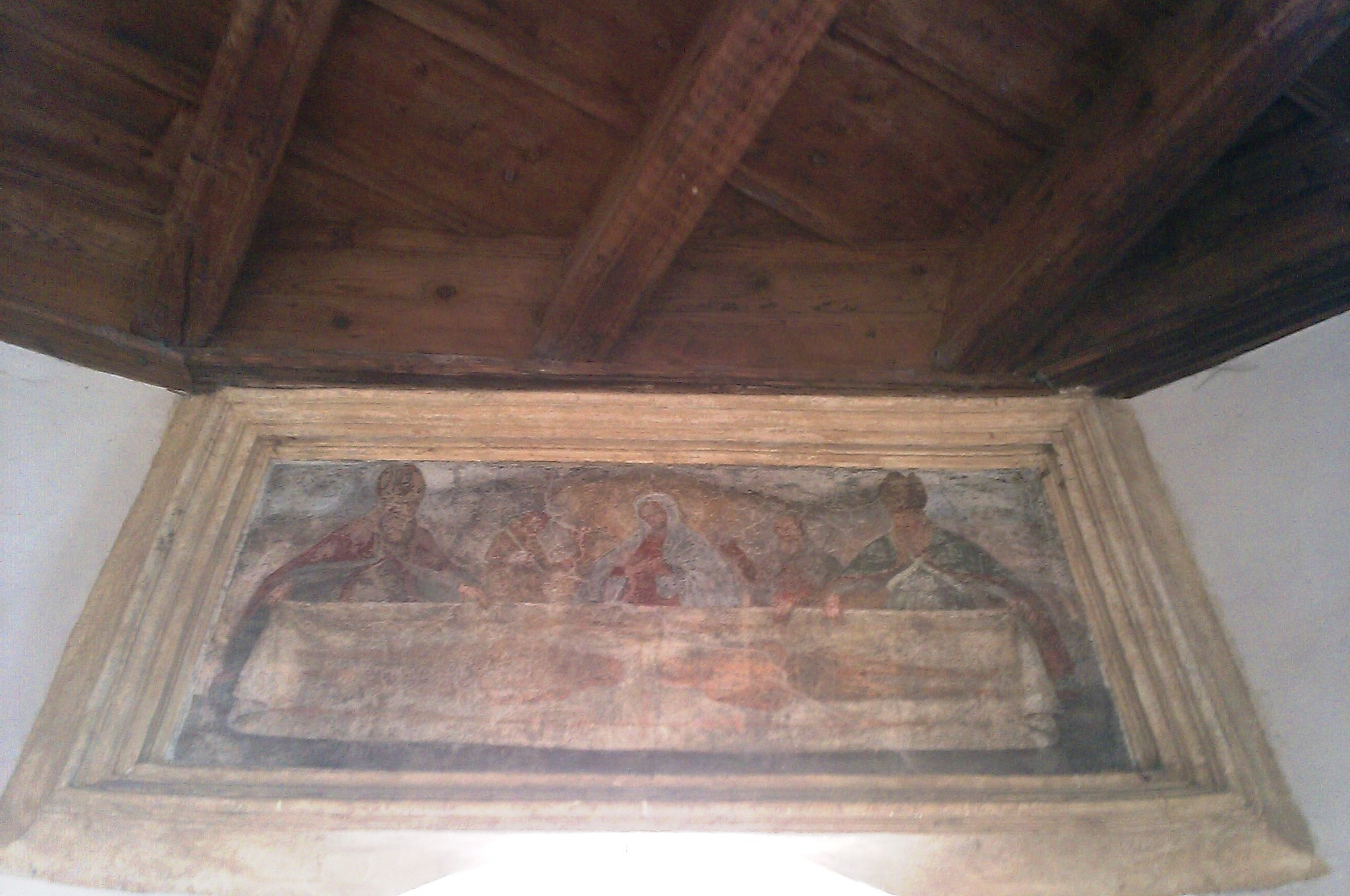
Affresco sotto i portici di via Palazzo di Città
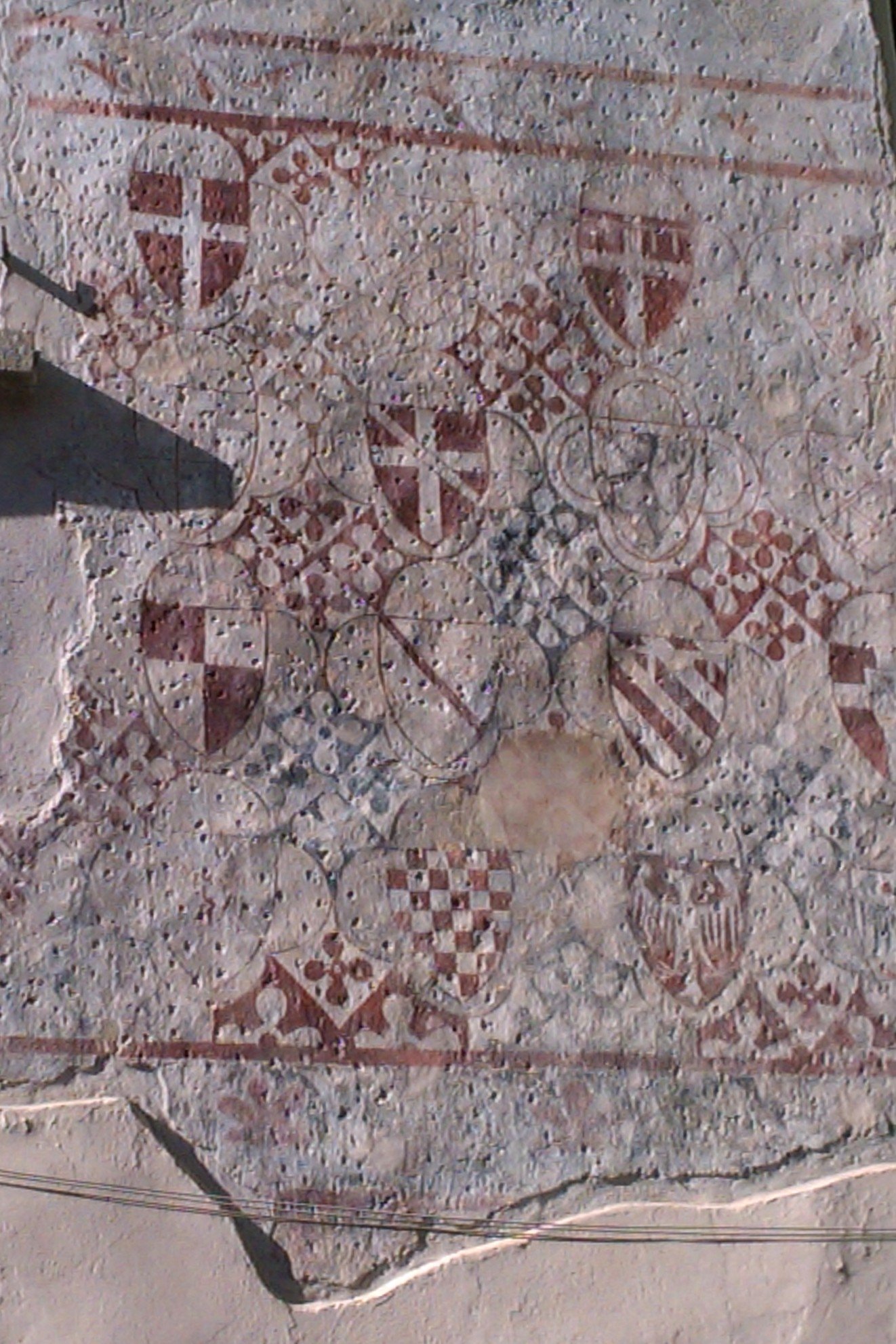
Stemmi su antica facciata di palazzo pubblico (tribunale)

### Musei
- Museo civico, ove dall'anno 2017 è in corso di riapertura l'allestimento delle collezioni e di un centro di interpretazione del territorio della Valle di Susa[12]
- Museo diocesano d'arte sacra (Susa) che conserva il Tesoro della cattedrale di San Giusto e le opere d'arte più preziose della diocesi di Susa

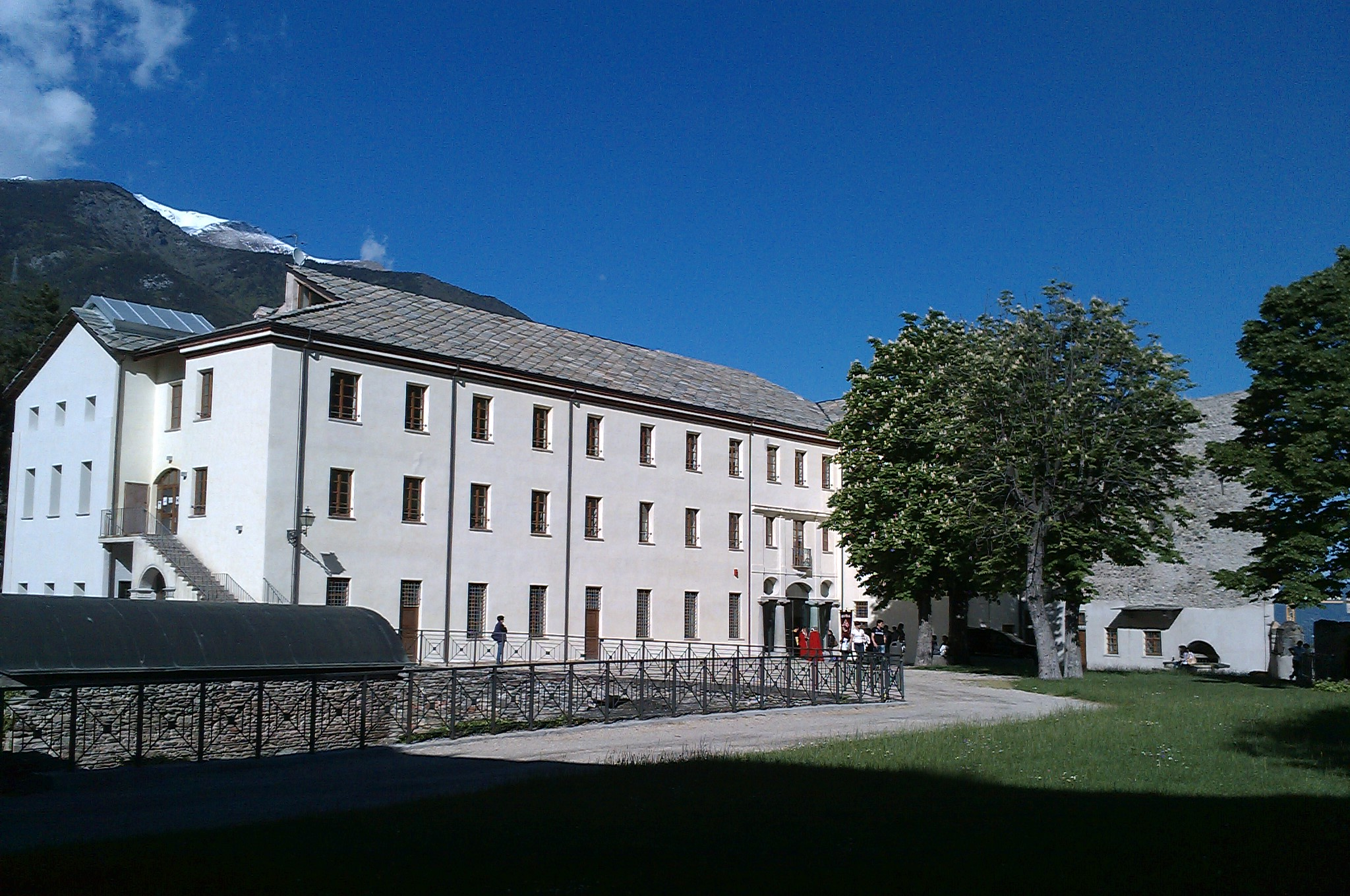
Museo civico presso il castello della Contessa Adelaide
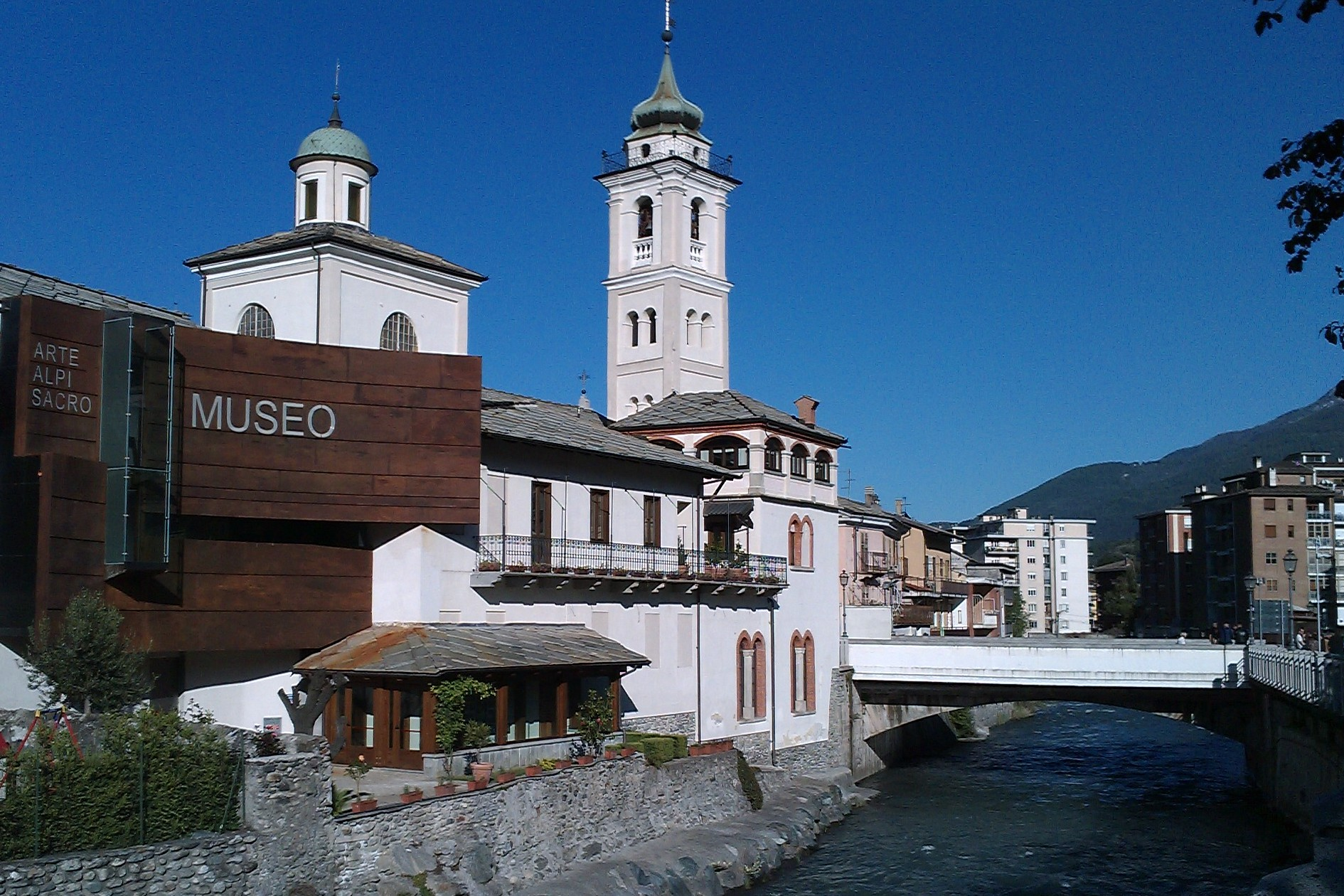
Susa, Museo diocesano d'arte sacra

## Immagini storiche Fondo Gabinio Fond. Torino Musei

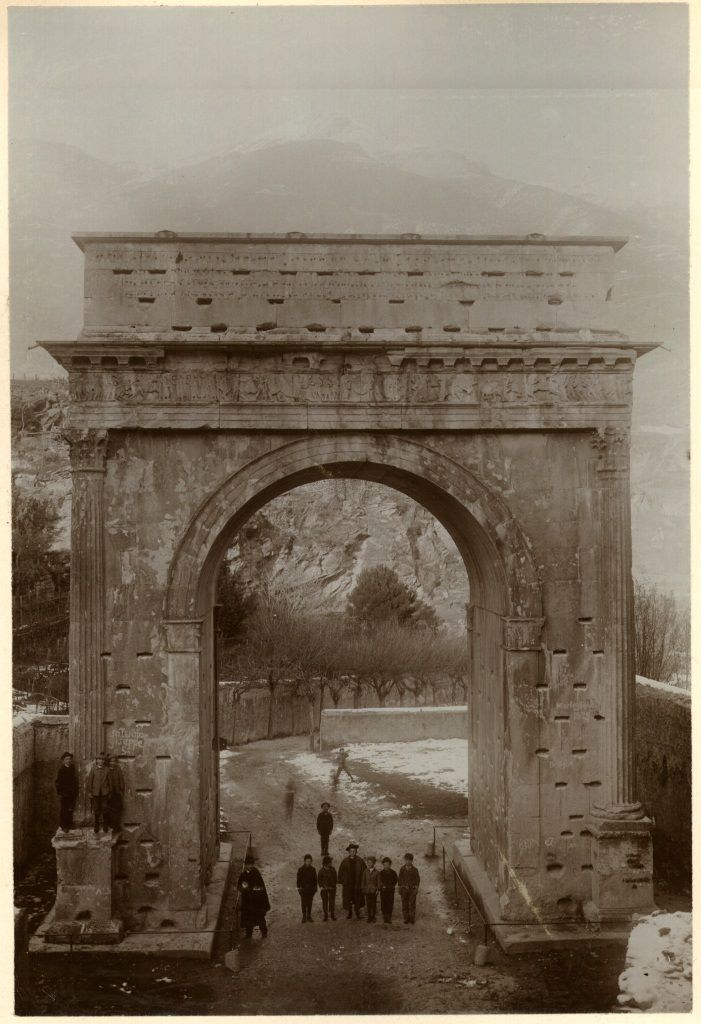
Mario Gabinio, Valle di Susa, Susa, Arco di Augusto, Prospetto meridionale, vista dall'alto, 1901
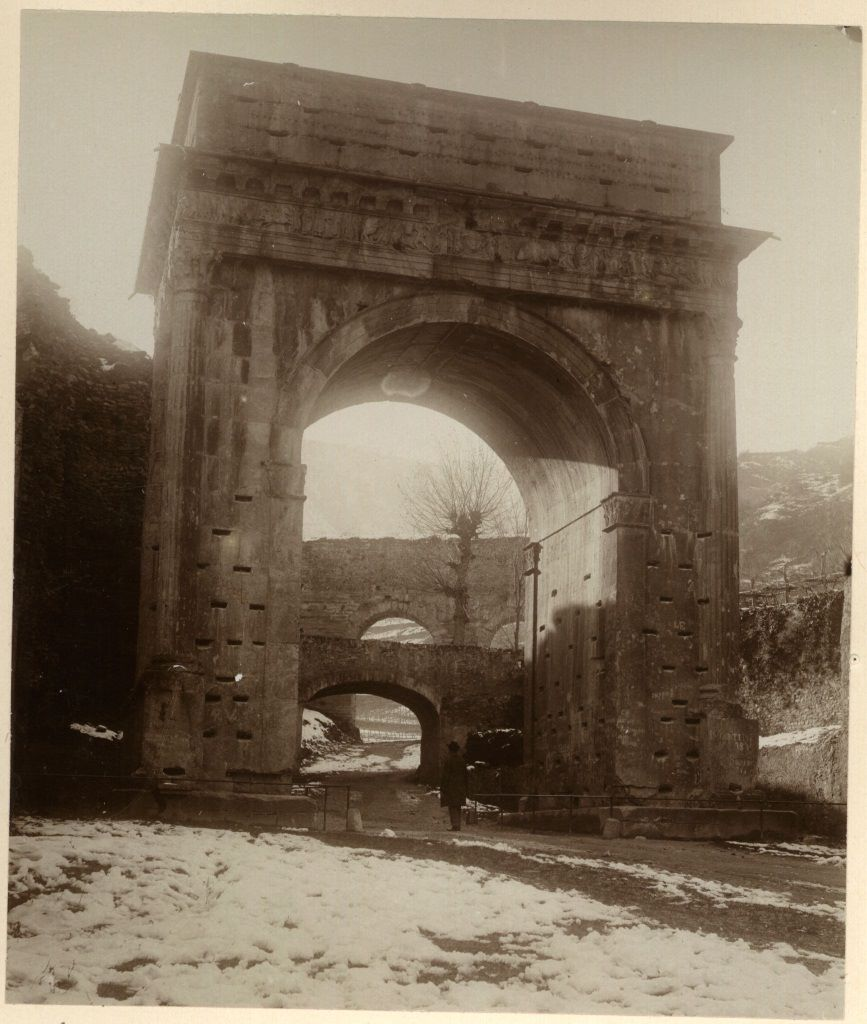
Mario Gabinio, Valle di Susa, Arco d'Augusto, Prospetto settentrionale, 1901
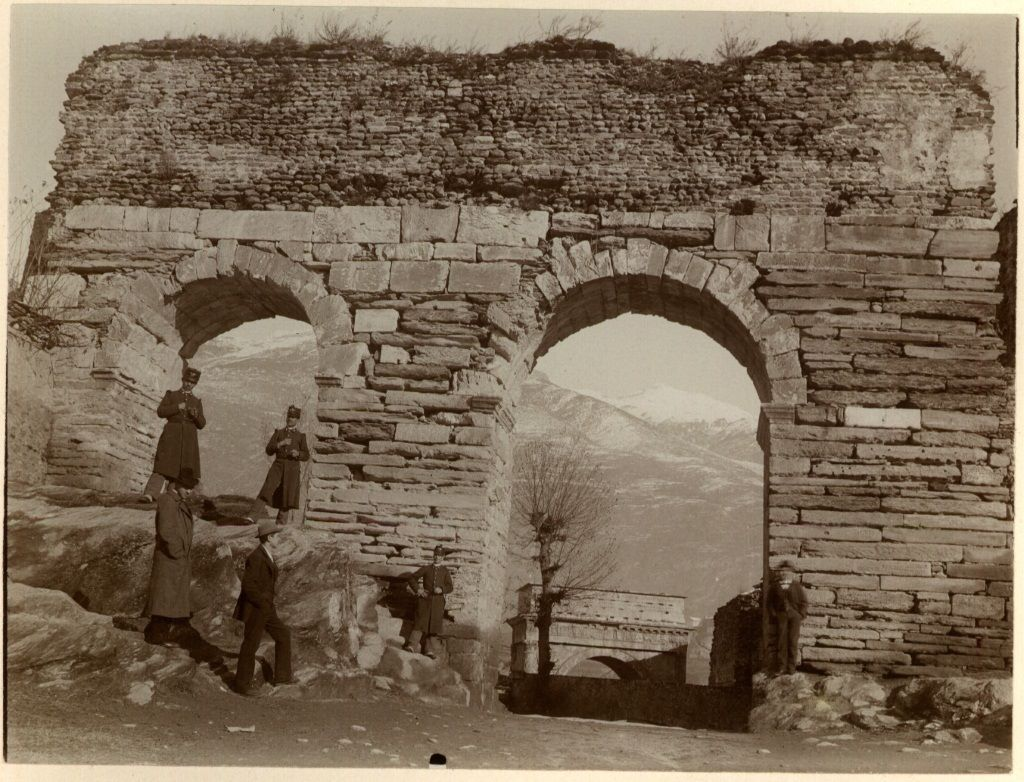
Mario Gabinio, Valle Di Susa, Susa, Terme Graziane o due porte, prospetto meridionale, 1901
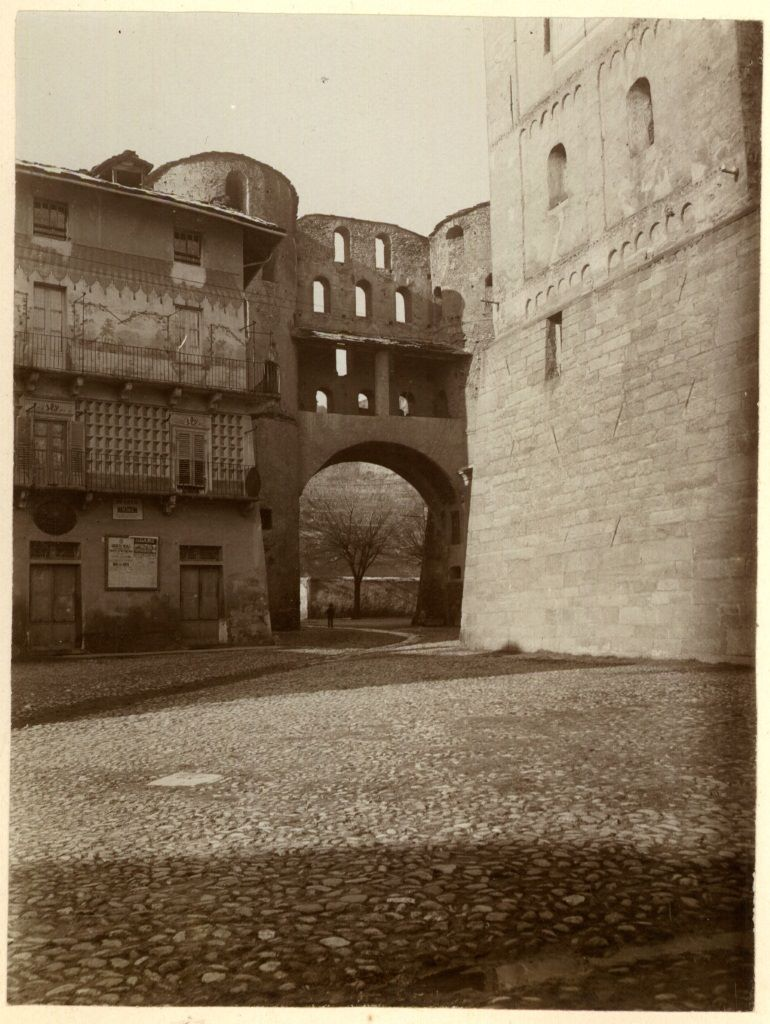
Mario Gabinio, Valle Di Susa, Susa, Porta Savoia, vista dall'interno col basamento del campanile della Cattedrale, 1901
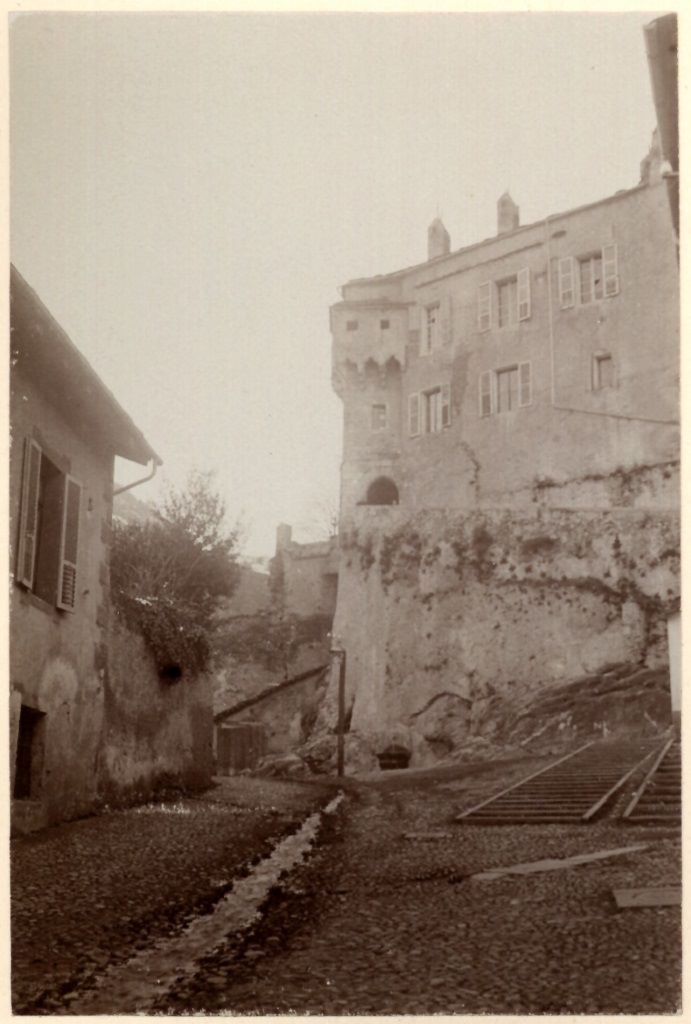
Mario Gabinio, Valle Di Susa, Susa, il Castello, particolare con una torre angolare, 1901
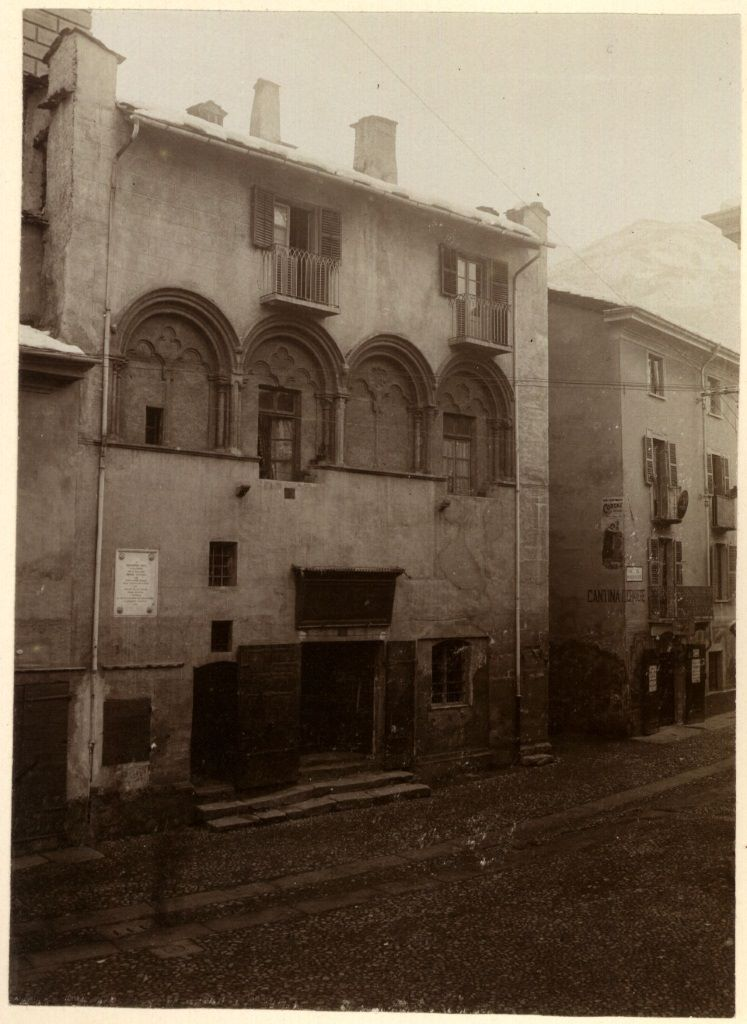
Mario Gabinio, Valle Di Susa, Susa, Edificio con loggiato a bifore tamponate, Via Palazzo di Città, 1901
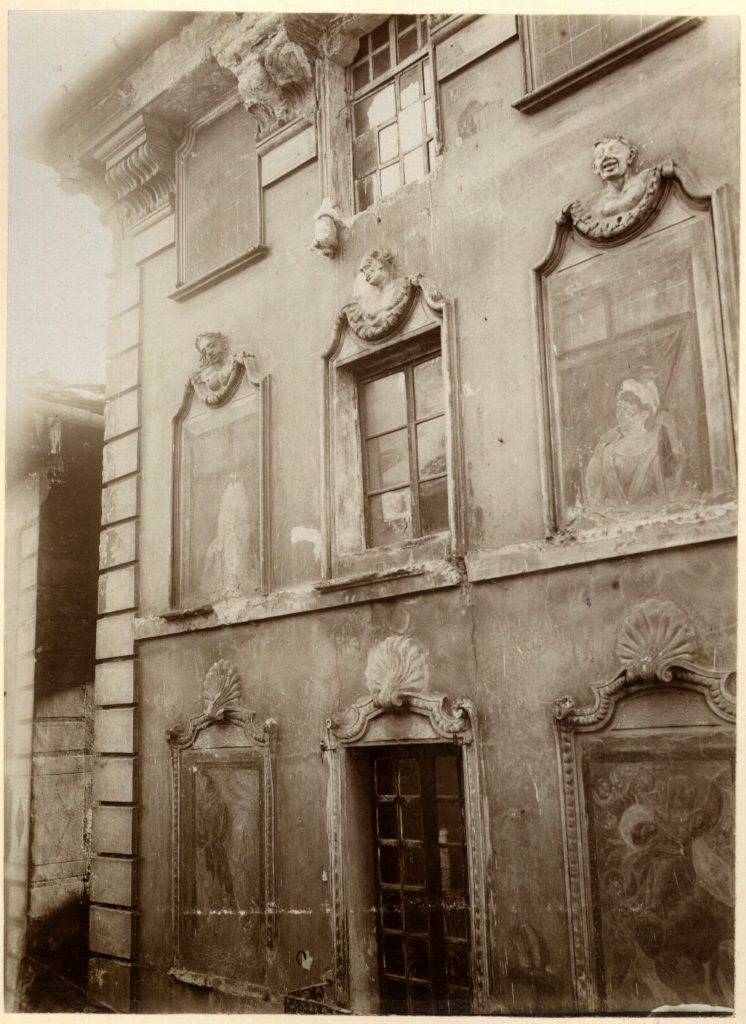
Mario Gabinio, Valle di Susa, Susa, Prospetto di edificio barocco con figure affrescate, 1901
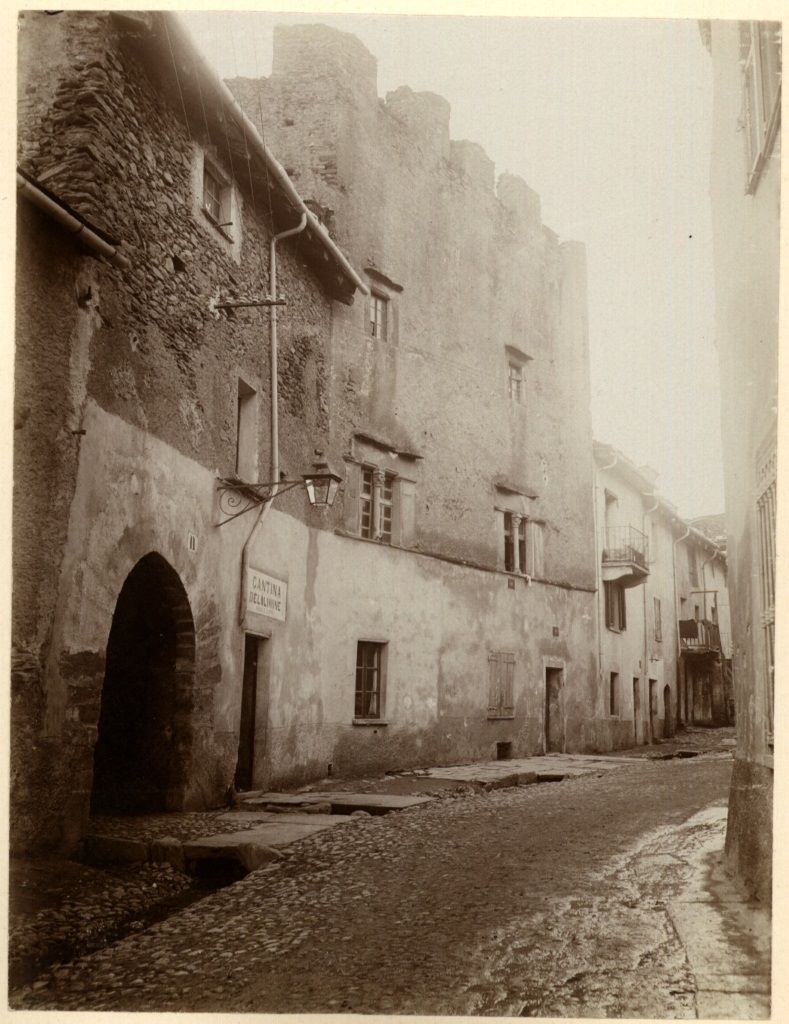
Mario Gabinio, Valle Di Susa, Susa, Borgo dei Nobili, l'attuale Via Fratelli Vallero, 1901
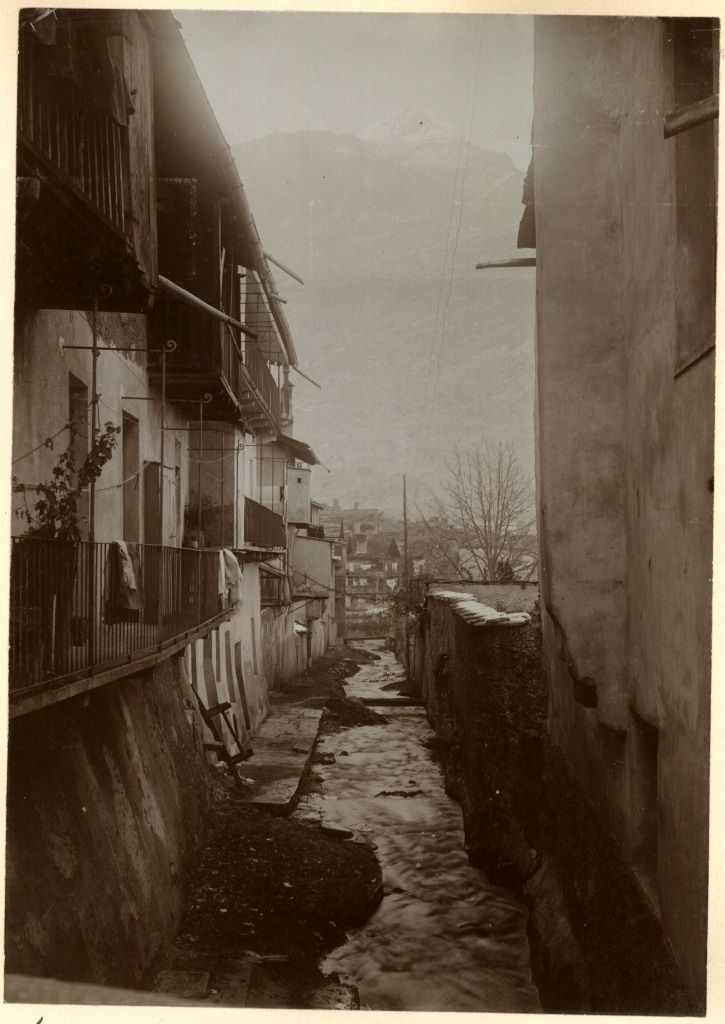
Mario Gabinio, Valle di Susa, Susa, veduta di un vicolo con la città sullo sfondo, 1901
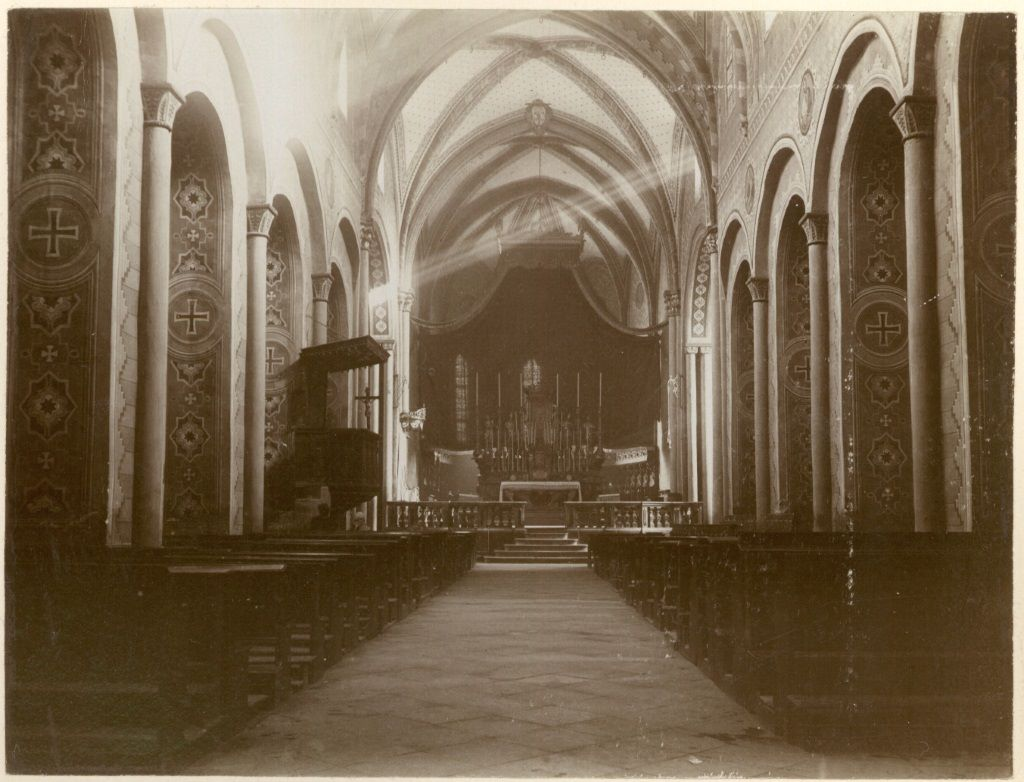
Mario Gabinio, Valle Di Susa, Susa, Cattedrale di San Giusto, interno, navata centrale, vista verso l'altare, 1901
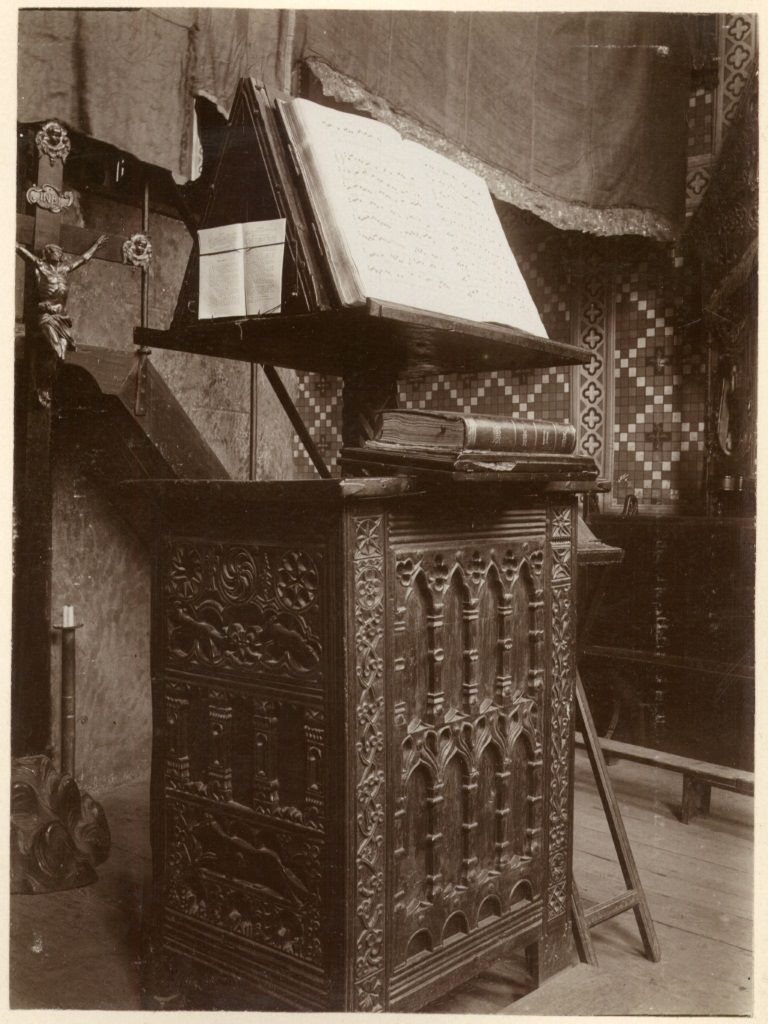
Mario Gabinio, Valle di Susa, Susa, Cattedrale di San Giusto, Coro, il Badalone, 1901
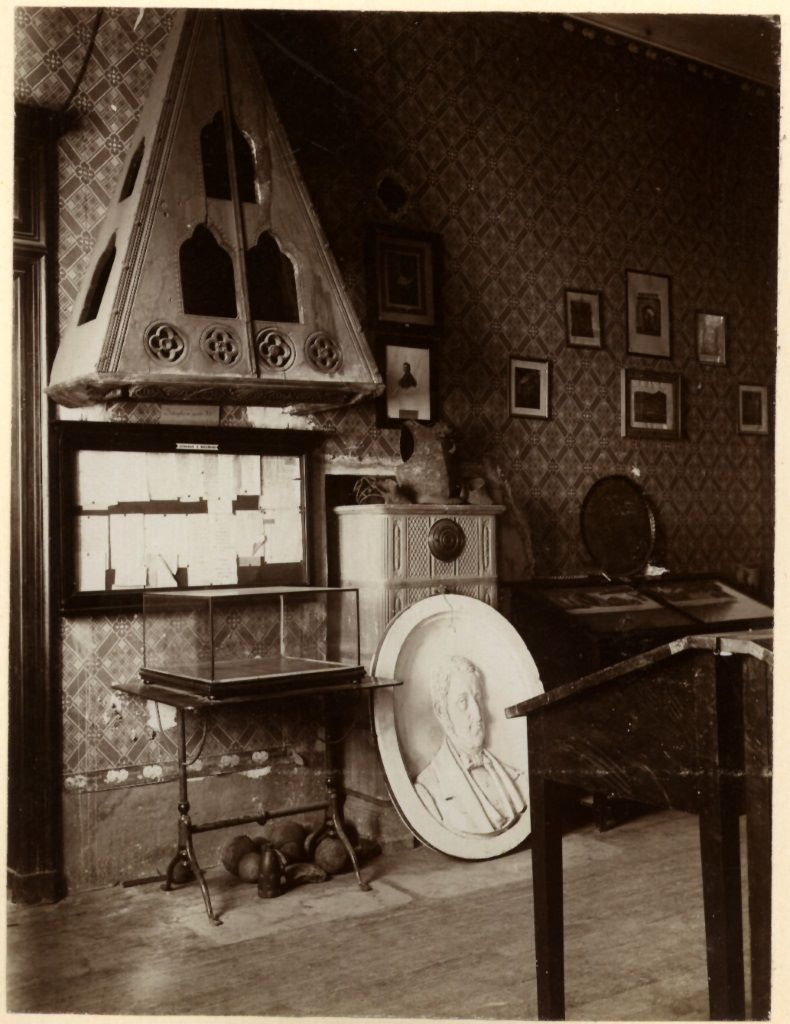
Mario Gabinio, Valle di Susa, Susa, una delle sale del Museo Civico, 1901
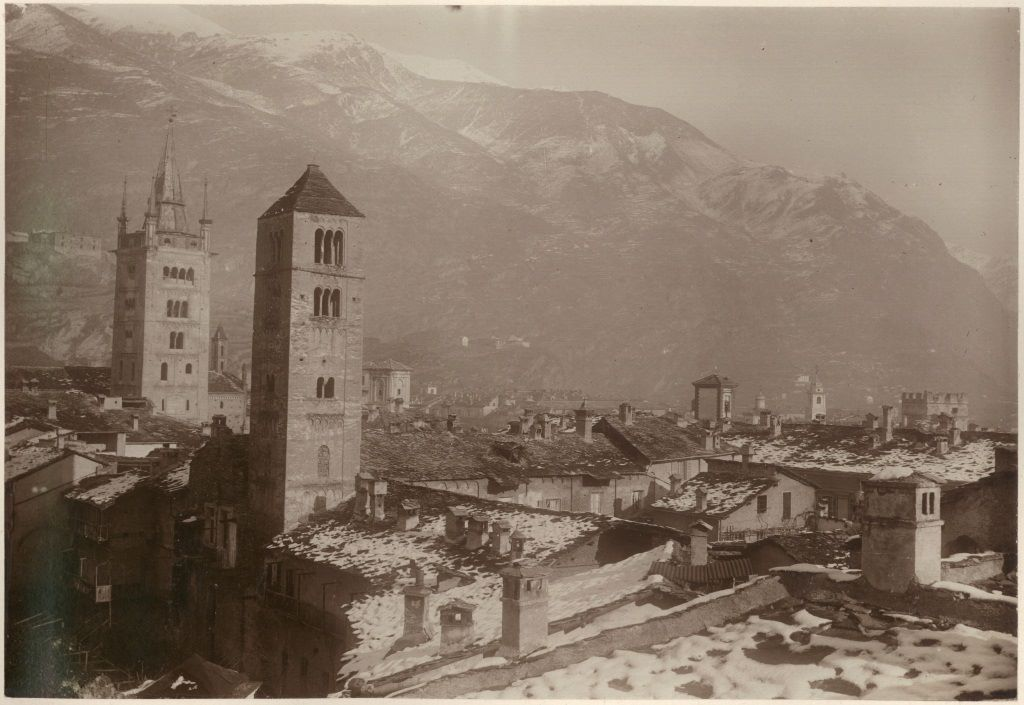
Mario Gabinio, Valle di Susa, Susa, panorama della città da ovest coi campanili di Santa Maria Maggiore e San Giusto
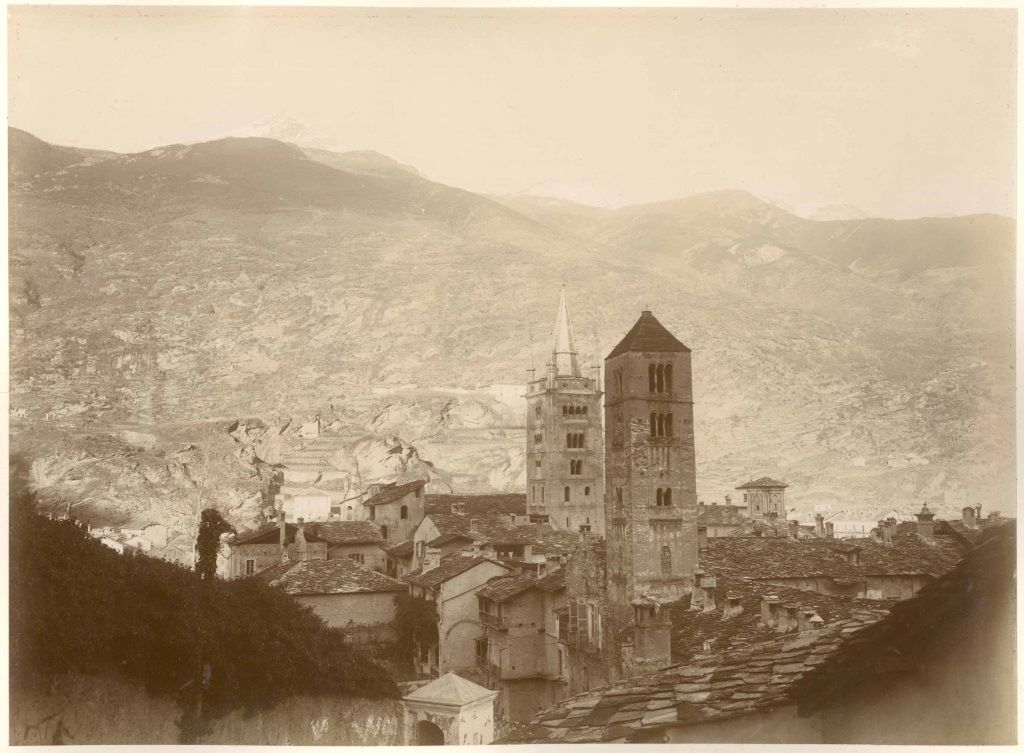
Mario Gabinio, Valle di Susa, Susa, dal Castello. Valle Di Susa, panorama della città da ovest coi campanili di Santa Maria Maggiore e di San Giusto
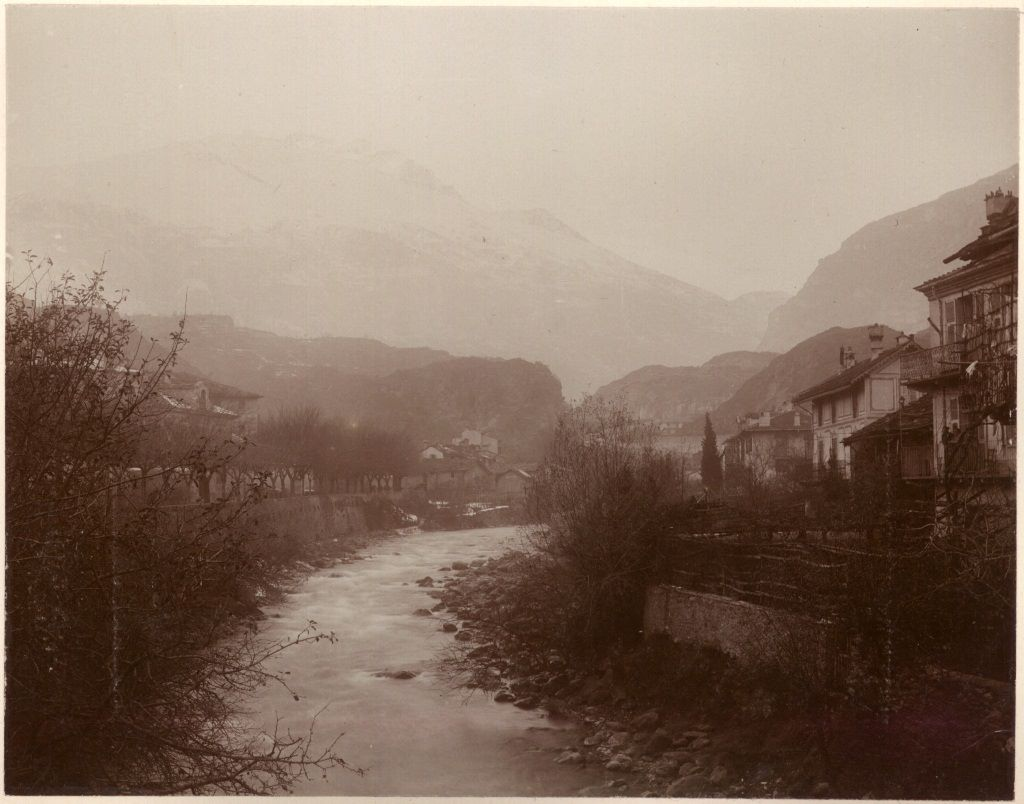
Mario Gabinio, Valle di Susa, Susa, veduta della città dal ponte della Chiesa del Ponte, verso ovest

## Aree protette
- Arnodera - Colle Montabone
- Riserva naturale dell'Orrido di Foresto

## Società

### Evoluzione demografica
Abitanti censiti

### Etnie e minoranze straniere
Secondo i dati ISTAT al 31 dicembre 2009 la popolazione straniera residente era di 593 persone. Le nazionalità maggiormente rappresentate in base alla loro percentuale sul totale della popolazione residente erano:
- Albania 275 4,06%
- Romania 135 1,99%
- Marocco 122 1,80%

## Associazioni culturali
La città è anche sede di associazioni culturali senza fini di lucro, tra le quali la Segusium, Società di Ricerche e di Studi Valsusini, che anche attraverso l'omonima Rivista ha ripetutamente approfondito le vicende storico-artistiche della città, ad esempio in occasione del convegno internazionale di studi su Enrico da Susa detto il Cardinale Ostiense (Susa - Embrun, 1972), del Convegno: “Susa - centro storico - studi sul passato - prospettive di recupero” del 1987, sulla contessa Adelaide (1991) e sul bimillenario dell'Arco di Augusto (1992).
Attive sono poi le associazioni "Amici del Castello della contessa Adelaide", "I chiostri di San Francesco", "Liuteria piemontese", "Il ponte", "A SusA", "Compagnia della Libreria", "Centro Culturale Diocesano", il gruppo fotografico "L'Idea", il Gruppo Folkloristico e il Gruppo Sbandieratori, i tre Cori "Primavera", "Alpi Cozie" e "Gruppo vocale e strumentale S. Evasio", mentre nel teatro vi sono "Teatro Insieme" e "I nani sulle spalle dei giganti"; la "Associazione Astrofili Segusini" per la divulgazione astronomica oltre alla pro loco e ai sei borghi partecipanti al Torneo storico dei borghi comunemente noto come Palio di Susa.

## Economia

### Dal passato fino alla fine del secolo XX
L'economia della città si è sempre retta sulla presenza delle vie di transito: la via napoleonica prima, le statali poi, oggi l'autostrada ed in un ipotetico futuro la linea ad alta velocità (TAV). 
Questa sua posizione di "città di transito" ne ha condizionato di molto la natura, specialmente negli ultimi due secoli: da normale paese ai piedi dei monti, la sua economia si fondava su attività legate alla terra, come l'allevamento e l'agricoltura. Grandi cambiamenti avvennero solo però a partire dai primi dell'Ottocento, quando fu completata la strada Napoleonica. La città divenne così luogo di transito molto frequentato e sosta obbligata sulla via della Francia. Si sviluppò l'attività alberghiera e quella commerciale: la presenza continua di militari, dovuta alla vicinanza dei confini, contribuì fino a non molto tempo fa all'economia della città.
Ma con lo sviluppo dei mezzi di comunicazione, e soprattutto con l'apertura della linea ferroviaria internazionale, si cercò di far sopravvivere la città aprendo una serie di fabbriche, tra cui spiccano il cotonificio Vallesusa e l'acciaieria ASSA.
La produzione industriale resse la città offrendo diverse centinaia di posti di lavoro per quasi un secolo. Conclusasi non senza problemi la prima metà del XX secolo, nel secondo dopoguerra l'attività industriale imboccò un lento declino, complici una serie di fattori, comuni al lento declino dell'industria in Piemonte e in Italia cominciato all'inizio degli anni settanta e che continua tuttora.

### L'economia oggi e le prospettive per il futuro
Con l'avvento dell'era post-industriale, una dopo l'altra tutte le attività industriali di Susa morirono e la città si trovò di nuovo a dover cercare una soluzione. Oggi gran parte degli abitanti di Susa lavorano in valle o a Torino, e tutti i giorni affollano i treni dei pendolari che li portano dove esiste il lavoro.

Con l'apertura dell'autostrada la città si è liberata del traffico pesante, ma anche di molti dei turisti occasionali (prevalentemente francesi) che si incontravano spesso per la città in tutte le stagioni.
 
Oggi il turismo esiste comunque ed è importante (complice anche lo svolgimento di alcune manifestazioni, tra cui la Castagna d'oro, il Palio Storico dei Borghi di Susa e la corsa Susa-Moncenisio), anche se si tratta prevalentemente di turismo occasionale.
La Città di Susa ha visto negli ultimi anni lo sviluppo di alcuni interessanti settori nell'ambito turistico con il Museo di Arte religiosa Alpina che promuove mostre e convegni a carattere internazionale come "Carlo Magno e le Alpi" (15 000 visitatori) e nel 2008 "Alpi da Scoprire". 
Inoltre la riqualificazione e pedonalizzazione del centro storico cittadino, la riscoperta del tempio romano, la ristrutturazione del castello medioevale, prima residenza sabauda in Italia, porteranno sempre più Susa verso un'offerta culturale turistica d'eccellenza.
Per la qualità della sua offerta turistica e ambientale, Susa è stata insignita della Bandiera Arancione del Touring Club Italiano.

## Amministrazione
| Periodo | Periodo   | Primo cittadino        | Partito              | Carica  | Note |
| ------- | --------- | ---------------------- | -------------------- | ------- | ---- |
| 1985    | 1990      | Renato Montabone       | Democrazia Cristiana | Sindaco |      |
| 1990    | 1999      | Germano Bellicardi     | centro               | Sindaco |      |
| 1999    | 2009      | Sandro Plano           | centro-sinistra      | Sindaco |      |
| 2009    | 2014      | Gemma Amprino Giorio   | centro-destra        | Sindaco |      |
| 2014    | 2019      | Sandro Plano           | centro-sinistra      | Sindaco |      |
| 2019    | in carica | Pier Giuseppe Genovese | lista civica         | Sindaco |      |

### Gemellaggi
- Paola
- Briançon
- Barnstaple

### Altre informazioni amministrative
Il comune faceva parte della Comunità montana Valle Susa e Val Sangone.